# БМД-1
Бойова́ маши́на деса́нту БМД-1 — основна бойова машина повітрянодесантних та аеромобільних військ радянського виробництва. Гусенична, броньована, плаваюча, аеротранспортабельна, десантується парашутним, парашутно-реактивним та посадковим способами з літаків військово-транспортної авіації (ВТА).
Бойова машина десанту призначена для транспортування особового складу повітрянодесантних та аеромобільних військ (ПДВ), підвищення його мобільності, озброєності та захищеності на полі бою. БМД-1 може десантуватися з літаків ВТА типу Ан-12, Ан-22, Ан-70, Ан-124, Іл-76.
Головні властивості БМД-1, що зробили її унікальною машиною для свого часу — її компактність, висока рухливість і можливість десантування з використанням парашутних та парашутно-реактивних систем у складі парашутного десанту. Головним завданням бойових машин десанту першого покоління було підвищення мобільності та озброєності парашутно-десантних підрозділів, що діють на полі бою, як у звичайних умовах, так й за умови застосування противником зброї масового ураження.

## Передісторія створення
Виходячи з концепції застосування повітрянодесантних підрозділів у тилу противника, війська потребували засобів, у тому числі броньованих машин, що мали забезпечувати їм високу мобільність та всебічну підтримку на полі бою. З моменту формування повітрянодесантних військ у всьому світі неодноразово тривали експерименти щодо підвищення рухливості повітряних десантів і забезпечення їх відповідною технікою.
Перші спроби забезпечити повітрянодесантні війська броньованою технікою були здійснені ще на початку зародження даного роду військ. У СРСР до складу дослідницького авіамотодесантного загону, сформованого в Ленінградському військовому окрузі за директивою Штабу РСЧА від 18 березня 1931, включений взвод легких машин, що мав дві танкетки Т-27 та три легких бронеавтомобілі Д-8 і Д-12. Згодом на озброєння радянських повітрянодесантних частин надійшли малі плавучі танки Т-37А і Т-38, бронеавтомобілі БА-20, легкові автомобілі «Форд-А» (ГАЗ-А), ГАЗ-А «пікап», М-1 «пікап», вантажний ГАЗ-АА і мотоцикли з коляскою. Однак, єдиним відпрацьованим способом десантування залишався тільки варіант посадочної висадки з підвіскою машини під фюзеляжем важкого бомбардувальника і розміщенням її екіпажу в літаку. На Київських маневрах 1935 року, наприклад, таким чином повітряному десанту, викинутому в тилу умовного противника, були доставлені три танки Т-37А, бронеавтомобілі Д-12 і автомобілі.

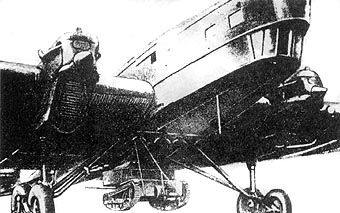
Важкий бомбардувальник ТБ-3 з танкеткою Т-27 на зовнішній підв'язці. 1935

Досвід Другої світової війни довів, що «крилата піхота» за своєю захищеністю, вогневою міццю та маневреністю не повинна поступатися піхоті наземній. Беззаперечним також був той факт, що найбільшу загрозу десанту після висадки становила бронетанкова техніка противника. Однак, на той час особовий склад повітрянодесантних військ головним чином озброювався лише легкою стрілецькою зброєю та гранатометами. Щойно передана після війни повітрянодесантним військам 76-мм легка самохідна артилерійська установка СУ-76М не вирішувала цю проблему: для бойової машини вагою 10,5 т просто не було відповідних засобів доставки і десантування. Потребувалася розробка спеціальної авіадесантної самохідки.
Згодом, наприкінці 1940-х — початку 1950-х років розпочалося масштабне переозброєння повітрянодесантних військ СРСР технікою, яка десантувалася вантажними парашутами. На озброєння прийняли спеціально створені для ПДВ самохідні протитанкові артилерійські установки — АСУ-76 масою 5,8 т з 76-мм гарматою ЛБ-62 та АСУ-57 (серійне виробництво з 1951 по 1962 роки) масою 3,3 т з 57-мм гарматою 4-51 (гострі на язик десантники з великим гумором охрестили її «голожопий „Фердинанд“» або «броня фігня і дах з брезенту»). У 1956 році на озброєння ПДВ надійшла АСУ-85 з 85-мм гарматою Д-70 (виробництво з 1959 по 1966 роки).
Самохідні установки не тільки збільшили вогневу міць повітряних десантів та їхні можливості в боротьбі з різними бронеоб'єктами противника, а й дали змогу відпрацювати питання їх десантування та експлуатації (бойового застосування) в складі повітряного десанту. Наприклад, СУ-85 масою 15,53 т вимагала створення нових систем десантування, розрахованих на великі розміри та масу вантажу. В ході проведення різних навчань десантники нерідко пересувалися «на броні» самохідних установок (у тому числі — при здійсненні маршів у тилу «противника»), проте, це не могло повністю вирішити проблему збільшення маневреності та захищеності десантів у цілому.
Однак, усі ці міри мали половинчастий характер; щоб надати десантним військам більшу вогневу міць, забезпечити їм маневреність та ударну силу під час дій в тилу противника, парашутно-десантному відділенню була потрібна абсолютно нова бойова машина, яка була б здатна десантуватися не тільки посадковим, а й парашутним способами.
Схожими шляхами розвивалася техніка повітрянодесантних військ інших країн. Так, у США в 1957 році прийняли на озброєння власних повітрянодесантних військ авіадесантну 90-мм самохідну протитанкову гармату M56 «Скорпіон».

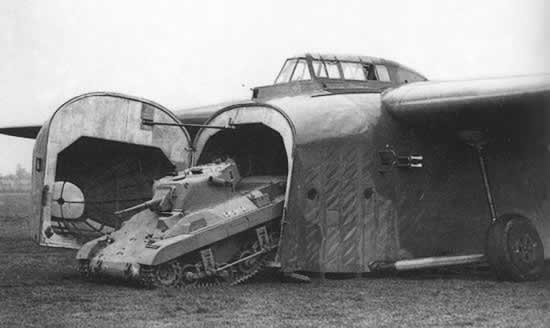
Американський аеротранспортабельний танк M22 «Локаст» здійснює висадку з планера «Гамількар». 1945

## Історія створення та вдосконалення
На початку 1960-х років, з розвитком концепції ракетно-ядерної війни, стрімким прогресом в області озброєння і військової техніки, повною моторизацією та механізацією збройних сил, гостро постало питання створення техніки нового типу — бойових машин піхоти для загальновійськових підрозділів.
Природним віддзеркаленням даної проблеми для повітрянодесантних військ виявилася задача щодо створення абсолютно унікального типу бойової машини, яка мала ефективно виконувати бойові завдання в тилу противника. Крім властивостей діяти на суходолі та на воді, як звичайна бойова машина піхоти, до цій машини висувалися вимоги щодо її спроможностей перекидання та доставки на поле бою повітрям. Бойова машина для десантних військ повинна була мати високу прохідність і як можна більшу середню технічну швидкість на місцевості, впевнено долати без попередньої підготовки водні перешкоди (річки, озера, водосховища та ін.) з максимально можливою швидкістю руху по воді та десантуватися з військово-транспортних літаків за допомогою власної парашутної системи. Крім цього, вона повинна була мати своєрідний комплекс озброєння та місця для розміщення декількох десантників, забезпечувати їх захист від вогню стрілецької зброї та можливість боротьби з різними броньованими засобами противника
Як клас бронетехніки «бойова машина десанту» була радянською інновацією, запропонованою для підвищення ударної моці десантних підрозділів. Ініціалізована у 1960-х роках XX століття ідея розробки спеціалізованої для повітряного десанту бойової машини припускала створення порівняно легкої авіадесантної машини з можливістю її повноцінної участі в бою, в тому числі й проти важкої бронетехніки противника.
Вимога уніфікації бойової техніки для Радянській армії передбачала ідею мати єдину бойову машину для сухопутних й повітрянодесантних військ. Натомість, для ПДВ вирішальними виявлялися характеристики літаків військово-транспортної авіації та систем десантування. Це й диктувало суворі вимоги щодо маси, габаритів, кріплення, швидкості завантаження в літак, а також розвантаження або десантування з повітря. Незважаючи на те, що бойова машина піхоти була авіатранспортабельною, десантників вона не задовольняла. По-перше, її бойова маса була 13 тон, та припускала перевезення літаком Ан-12 (основним військово-транспортним літаком того часу) лише однієї БМП. По-друге, на той період часу просто не існувало систем, пристосованих для її десантування.

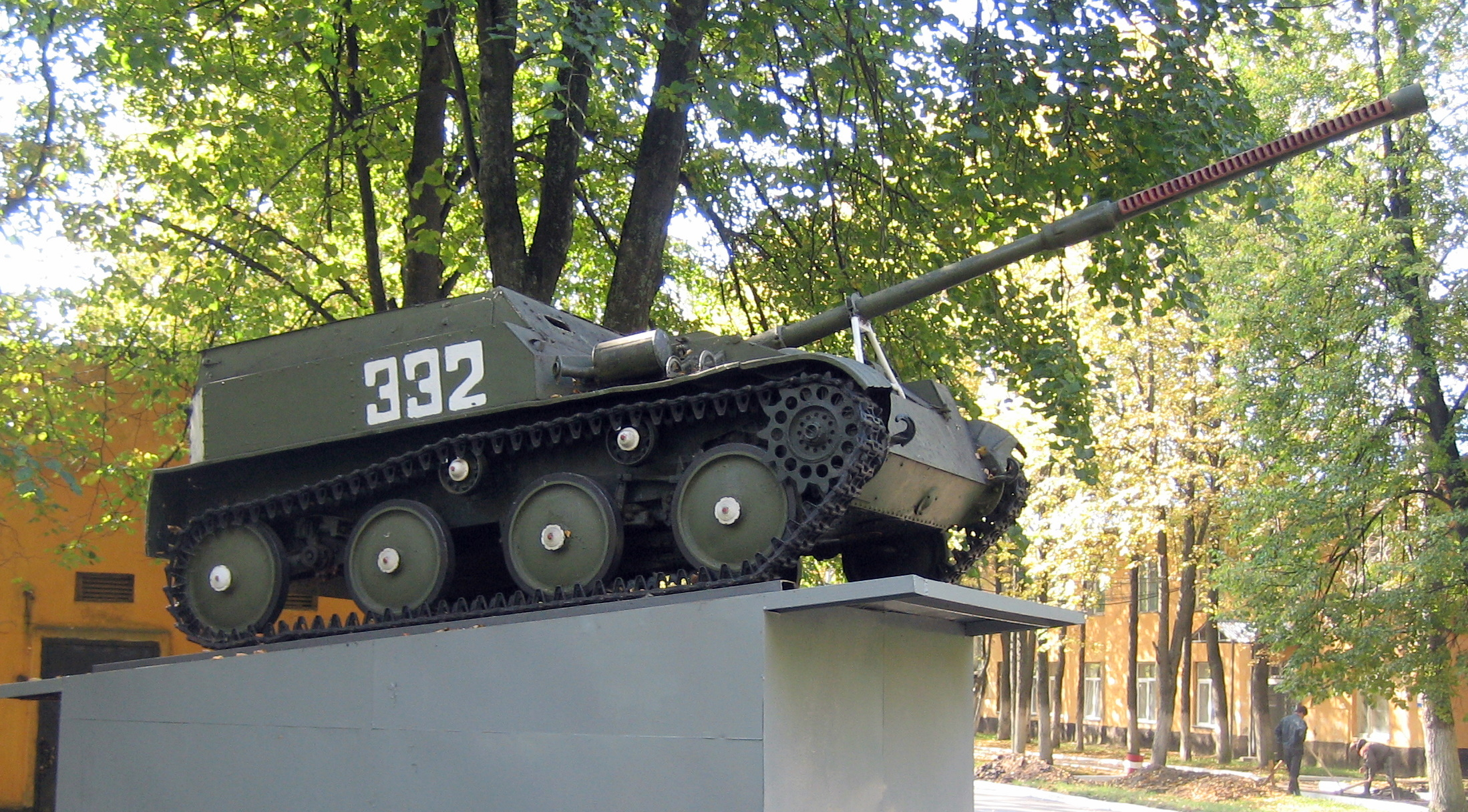
Авіадесантна артилерійська установка АСУ-57

З тактико-технічних вимог виходило, що БМД за своїми бойовими і технічними характеристиками (озброєнням, маневреності, броньовому захисту, номенклатурі встановленого обладнання) повинна бути на рівні дослідної бойової машини піхоти «Об'єкт 765» (прототип БМП-1), однак розміри та бойова маса машини були жорстко обмеженими. Розміри БМД задано умовою можливості вільного витягування машини парашутом через вантажний люк серійного транспортного літака Ан-12, а бойова маса — умовою збереження стійкості польоту літака в момент викидання машини разом з парашутною системою.
Роботи зі створення бойової машини десанту (БМД) для повітрянодесантних військ почалися з ініціативи командувача ПДВ Героя Радянського Союзу генерал-полковника (з жовтня 1967 року генерала армії) Маргелова В. П. У квітні 1964 кільком організаціям, серед яких були конструкторські бюро Митищинського машинобудівного заводу (ММЗ), Волгоградського тракторного заводу (ВгТЗ) і Всесоюзного науково-дослідного інституту ВНДІ-100 у Ленінграді, одночасно була доручена розробка ескізних проєктів бойової машини повітрянодесантних військ.
Вирішальну роль у долі машини зіграли «пробивна сила» генерала Маргелова В. П. і підтримка з боку маршала Радянського Союзу Гречка А. А., заступника міністра, а згодом — міністра оборони.

### Перші проєкти
У ході науково-дослідних робіт, які розпочали конструкторські бюро ММЗ і ВНДІ-100, розробники дійшли до висновку, що машина, принаймні, не буде масовою, внаслідок чого рекомендувалося використовувати лише вузли й агрегати існуючих гусеничних тягачів АТ-П і ГТ-МУ, самохідної установки АСУ-57, а також колісної бойової розвідувально-дозорної машини БРДМ-2. Як рушій планувалося застосування автомобільного карбюраторного двигуна ГАЗ-41 на 140 к.с. від БРДМ-2. З іншого боку, позиція конструкторського бюро ВгТЗ (Гавалов І. В.), кардинально відрізнялася від таких поглядів та ґрунтувалася на припущенні, що машина стане масовою, через те, що спроможність дуже швидкого перекидання БМД у заданий район була новою, дуже цінною якістю, якою інші зразки бронетехніки не володіли.
З початком робот ВНДІ-100 розробив свій проєкт БМД, запозичивши башту з комплексом озброєння у БМП «Об'єкт 765». Корпус машини пропонувалося виготовляти з алюмінієвого сплаву Д-20. Бойова маса машини, згідно з розрахунками, становила 6,6 т; маса при десантуванні — 5,9 т. Для виконання заданих ТТВ за рівнем броньового захисту і бойової маси, колективу ВНДІ-100 довелося зменшити боєкомплект до основного озброєння вдвічі проти визначеного у вимогах — лише 20 пострілів до 73-мм гармати та 2 керовані ракети ПТРК «Малютка».
У аванпроєкті БМД, запропонованому ОКБ ММЗ, також застосовувалися вузли та агрегати серійних машин, що вже знаходилися у виробництві — ГАЗ-41 і артилерійського тягача АТ-П. Броньовий корпус передбачалося виконати з броньового алюмінієвого сплаву АБТ-101. На розгляд завод представив три варіанти компонування БМД, з варіаціями розміщення бойового відділення, але, жоден з них не вкладався в задані вагові та бойові характеристики.
Згідно з першим варіантом, БМД становила самохідну артилерійську установку з 73-мм гарматою «Грім» зі спареним 7,62-мм кулеметом ПКТ і комплексом для пуску керованих ракет ПТРК «Малютка». Бойова маса машини становила 6,7 т, маса машини, що десантується — 6,0 т.
У другому варіанті, основне озброєння встановлювалося в оригінальній двомісній башті, що обертається, виконаній за зразком башти БМП «Об'єкт 765». Бойова маса машини становила 7,55 т, при десантуванні — 6,85 т. Зменшення маси машини в обох різновидах досягалося за рахунок скорочення боєкомплекту, запасу палива і деякого зниження вимог до броньового захисту.
У третьому варіанті БМД, представленому ММЗ, башта зі зброєю була повністю запозичена в БМП «Об'єкт 765». Бойова маса машини становила 7,46 т, маса машини, що десантується — 6,76 т. Цей варіант відрізнявся перевищенням заданої в ТТЗ маси машини, що десантується, на 760 кг.
Жодний з варіантів БМД, запропонованих ММЗ і ВНДІ-100, не забезпечував прихованої підготовки техніки до десантування і швидкого її завантаження в літаки Ан-12.
Водночас, особливе конструкторське бюро ВгТЗ у своєму проєкті БМД вирішило цю проблему за рахунок застосування керованої підвіски та особливого компонування моторно-трансмісійного відділення (МТВ). При цьому укладання парашутної системи для машини проводилася заздалегідь, збоку від місця навантаження її в літак. Змінюваний кліренс давав змогу прискорити завантаження в літак підготовленої до десантування машини.
Більш того, при розробці БМД та виборі її компонувальної схеми, яка найповнішим чином задовольняла визначеним вимогам, конструктори ВгТЗ розробили компонування машини з використанням дизельної установки, а також спеціальних вузлів і агрегатів трансмісії та ходової частини.
На початку 1964 ОКБ ВгТЗ представило два компонувальних рішення на одному шасі, що розрізнялися розташуванням відділення управління. Обидва варіанти БМД, що отримала заводське позначення «Об'єкт 915», мали кормове розташування МТВ, в якому встановлювався дизель УТД-20А потужністю 250 к.с. і спеціальна трансмісія.
«Щоб виконувати свою роль у сучасній операції, треба, щоб наші з'єднання і частини були високоманеврені, вкритими бронею, володіли достатньою вогневою ефективністю, добре керовані, були здатні десантуватися в будь-який час доби та швидко переходити до активних бойових дій після приземлення».
У першому варіанті компонування, відділення управління знаходилося у двомісній башті, що обертається. Зліва від гармати в башті розташовувався навідник-оператор (він же командир), праворуч — механік-водій. Другий варіант відрізнявся тим, що робоче місце механіка-водія було обладнане в центрі відділення керування в носовій частині корпусу. Зліва від механіка-водія розташовувався командир машини, праворуч — стрілець. У середній частині корпусу встановлювалася башта, повністю уніфікована з баштою дослідної БМП «Об'єкт 765», в якій розміщувався навідник-оператор.
У серпні 1964 на ВгТЗ виготовили перший дослідний макет БМД «Об'єкт 915» по варіанту № 1 у натуральну величину з розміщенням механіка-водія у двомісній башті. Однак, незвичні умови, пов'язані з управлінням рухом машини з башти, що обертається, втрата «почуття машини» ускладнювали роботу механіка-водія. Згодом від такого рішення відмовилися.
Корпус цієї машини був розділений на три відділення: переднє бойове відділення, середнє бойове відділення та МТВ. У передньому бойовому відділенні монтувалися три кулеметних установки (центральна і дві бічних).
Середнє бойове відділення включало башту з обертовою підлогою і робочі місця бортових стрільців (десантників). У башті машини розміщувалися: основна та допоміжна зброя, механізм заряджання гармати з боєкомплектом (у кормовій частині башти), засоби зв'язку, прилади спостереження й прицілювання, механізми наведення.
МТВ розташовувалося в кормовій частині корпусу. У ньому були розміщені: силовий блок, що складався з двигуна та механічної трансмісії, два водометних рушія і гальма. Рушієм обрано чотиритактний 6-циліндровий V-подібний дизельний двигун УТД-20А потужністю 250 к.с. (184 кВт), з ежекційною системою охолодження. Його дефорсування в порівнянні з використовуваним на БМП-1 дизелем УТД-20 (300 к.с.) було пов'язано з тим, що БМД мала вдвічі меншу масу, а зайва питома потужність викликала перевитрату палива і мастил. Загальна ємність чотирьох паливних баків становила 400 л. Розрахунковий запас ходу по шосе сягав 500 км. Розрахункова максимальна швидкість руху по шосе становила 65 км/год, на плаву — 12 км/год. Запас плавучості (60 %) давав змогу додатково перевозити вантаж до 2 т.
Машина мала на озброєнні 73-мм гладкоствольну гармату ТКБ-04 («Грім»), один 7,62-мм кулемет ПКТ, спарений з гарматою, та три 7,62-мм кулемети (один ПКТ і два ПК), а також пускову установку ПТРК «Малютка». До боєкомплекту гармати входило 40 активно-реактивних пострілів. Крім того, в машині укладалися 4 000 набоїв до кулеметів, дві керовані ракети ПТРК «Малютка», 10 ручних гранат Ф-1 та сигнальний пістолет з 10 сигнальними патронами.
В ОКБ ВгТЗ також опрацьовувався варіант розміщення в башті замість 73-мм гармати двох спарених 14,5-мм кулеметів КПВТ і пускової установки для керованих ракет ПТРК «Малютка». Слід зазначити також, що в ОКБ вже в той час розглядалася можливість створення двомісної башти з 30-мм автоматичною гарматою.
При десантуванні маса машини зменшувалася до 6 т за рахунок неповної укладки боєкомплекту (тільки 27 пострілів у механізмі заряджання), неповної заправки паливом (250 л) і відсутності екіпажу.
У 1964 на базі першого варіанту БМД «Об'єкт 915», колектив конструкторського бюро ВгТЗ, під керівництвом Гавалова І. В., розробив проєкт уніфікованого шасі, призначеного для створення цілого сімейства бойових машин та машин забезпечення для десантних військ, що мали масу на десантування 6-7 т. Це сімейство машин було здатне замінити майже усе різноманіття техніки, що застосовувалася в ПДВ і інших родах військ Радянської Армії. На базі цього шасі були ескізно опрацьовані проєкти легкого танка, командно-штабної машини, зенітної самохідної установки, інженерно-ремонтної машини і паливозаправника.
Легкий танк призначався для артилерійської підтримки підрозділів десанту стрільбою із закритих вогневих позицій та прямою наводкою. Передбачалося, що танк замінить авіадесантну самохідну артилерійську установку СУ-85. За проєктом, танк був озброєний 100-мм гладкоствольною гарматою типу «Грім» з активно-реактивним пострілом.
Командно-штабна машина управління «Об'єкт 915К» призначалася для забезпечення управління з'єднанням ПДВ та інших військ.
Самохідна зенітна установка СЗУ-23, озброєна зчетвереною установкою 23-мм гармат, слугувала для артилерійської підтримки підрозділів ПДВ зі стрільбою з ходу по літаках, вертольотах, що низько летять, та прямою наводкою по наземних цілях. Екіпаж установки складався з трьох осіб — механіка-водія і двох стрільців-радистів.
Інженерно-ремонтну машину передбачалося використовувати як засіб технічного забезпечення підрозділів ПДВ, будівництва або відновлення злітно-посадкових смуг у районі десантування. З цією ціллю вона обладнувалася скреперним пристроєм у кормовій частині машини, краном вантажопідйомністю 1,5 тс, лебідкою, верстатами і універсальними пристосуваннями, обладнанням для дезактивації бойової техніки, а також ЗІП бойових машин.
Паливозаправник призначався для транспортування пально-мастильних матеріалів (ПММ) загальною ємністю 3 000 л, заправки бойових машин підрозділів у колонах з метою збільшення радіусу та автономності їх дії. Машина мала броньовий захист і озброєння (два кулемети ПКТ в носовій частині корпусу і лючки для стрільби з особистої зброї).
Ідея створення сімейства бойових машин та авіадесантної техніки, що забезпечуватиме їх дії в бою, опрацьовувалася не тільки в СРСР, а й за кордоном. Так, наприклад, у США передбачалося виконати на шасі вищезгаданої САУ М56 «Скорпіон» плаваючий десантний бронетранспортер, самохідні безвідкотні гармати, міномети, ПТРК, зчетверену зенітну установку. Але, далі пропозицій справа не пішла.
Після низки особистих зустрічей з конструкторами та керівниками ВгТЗ генерал Маргелов В. П. впевнився в практичній можливості створення бойової машини та «підняв на ноги» штаб і НТК ПДВ, начальників родів військ і служб, через Міністерство оборони підключив до роботи кілька міністерств. І хоча волгоградці програли Челябінському тракторному заводу в конкурсі на розробку бойової машини піхоти, подальша розробка БМД після розгляду виконаних технічних проєктів у вересні 1964 була доручена Особливому конструкторському бюро ВгТЗ.

### Вибір остаточного варіанту. Народження БМД
Особливе конструкторське бюро ВгТЗ приступило до проєктування авіадесантної плаваючої транспортно-бойової машини, яка становила кардинально новий об'єкт, аналогів якого не було ще ні в СРСР, ні за кордоном. Це, відповідно, вимагало нетрадиційного підходу до вирішення низки складних технічних проблем, застосування нових матеріалів, спільних комплексних пошуків з розробниками військової транспортної авіації, парашутних та реактивних засобів десантування і навіть космічної техніки.
Для зниження маси машини заощаджували кожний кілограм. Жорсткі обмеження за масою і габаритами в поєднанні з вимогою великого запасу міцності (з урахуванням перевантажень при десантуванні) змусили по-новому підійти до конструкції броньового корпусу. В результаті одним з найголовніших інновацій при створенні бойової машини десанту стало широке використання в її конструкції броньових алюмінієвих і магнієвих сплавів. Оскільки в чистому вигляді алюміній мав низький поріг міцності та малу твердість, то в ролі броньового матеріалу він не застосовувався. Разом з цим, сплави алюмінію з магнієм, цинком і деякими іншими металами відрізнялися достатніми питомими характеристиками міцності, щоб забезпечити потрібну міцність і жорсткість конструкції, та стійкістю до впливу засобів ураження при відносно невеликій питомій масі. Товщина алюмінієвих броньових перешкод при рівній кулестійкості була в 3-3,5 рази більше за товщину сталевих броньових перешкод, тому міцність і жорсткість алюмінієвих листів виявлялася значно вищою, ніж у сталевих. Це давало змогу отримати економію маси корпусу до 30 % при збереженні еквівалентної стійкості до пробиття кулею. До того ж, броня з алюмінієвих сплавів мала приблизно на 30 % меншу масу в порівнянні з корпусом із сталі, а її вартість була на 44 % нижчою ніж у корпусу з титану.
Підвищений інтерес до броньових алюмінієвих сплавів пояснювався ще й тим, що він забезпечував кращий, ніж сталь, захист від радіації, швидко позбавлявся від накопиченої радіації та мав підвищену корозійну стійкість. Перевагою алюмінієвого сплаву також був вищий, ніж у сталі, опір пробиттю осколками, бронебійними кулями калібру 12,7—14,5-мм і навіть 23-мм снарядами з певної відстані.

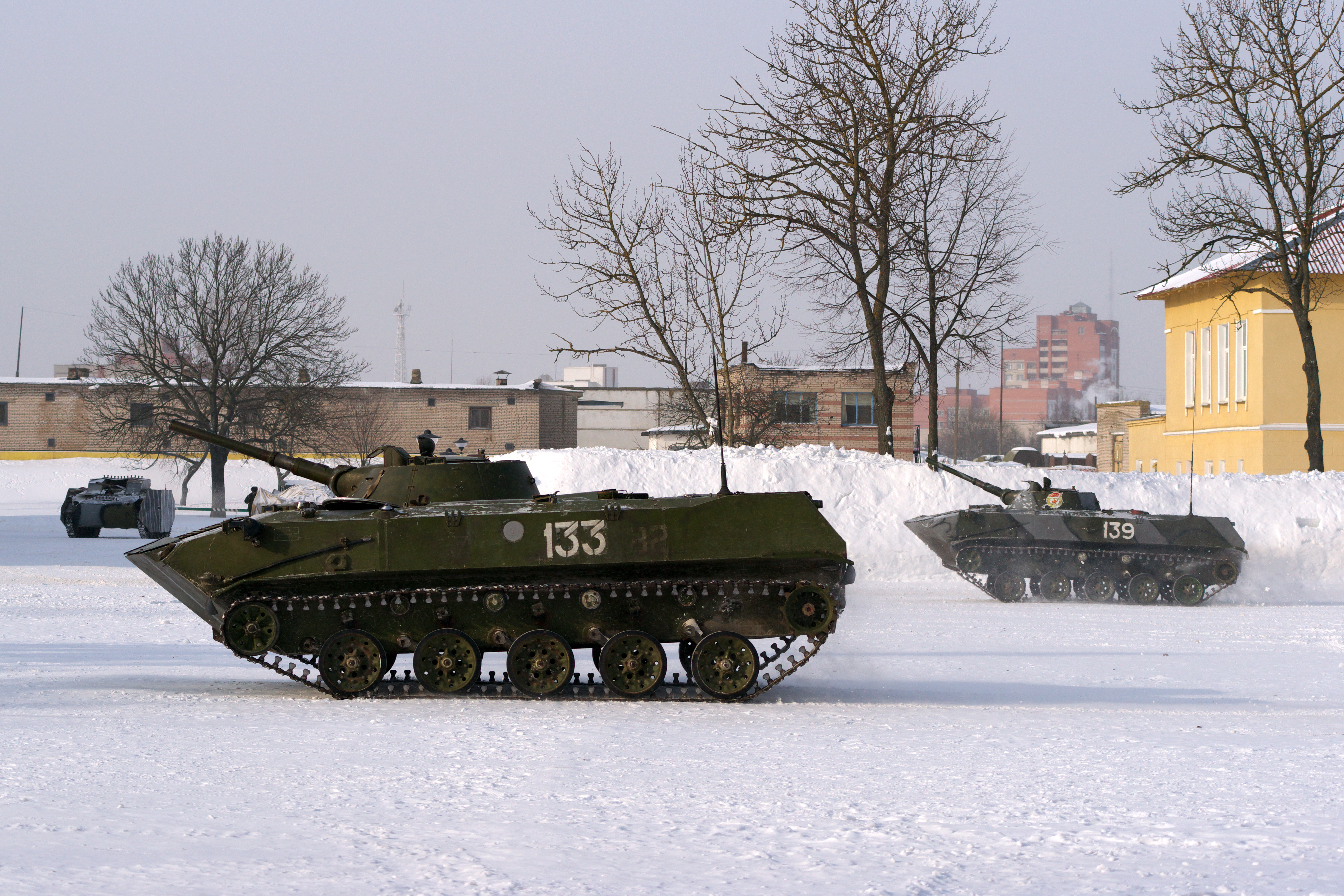
БМД-1 на заняттях взимку. 103-тя мобільна бригада Збройних сил Білорусі. 25 лютого 2011

У результаті виконаних НДДКР у період 1962–1965 розроблено складнолегований броньовий алюмінієвий сплав системи Al-Zn-Mg, який був стандартизований під найменуванням АБТ-101 (алюмінієва броня танкова). По кулестійкості цей сплав не поступався алюмінієвим броньовим сплавам, що застосовувалися в американських і британських легких танках і БТР. Таким чином, броньовий сплав АБТ-101 став основою конструкції броньового корпусу БМД. Легкі сплави запропоновано також і для виготовлення інших деталей та механізмів машини.
Особливо складно проходили дослідження з розробки ходової частини. Для вирішення цієї проблеми, торсіони замінили на індивідуальні пневматичні ресори. Це давало змогу, по-перше, отримати необхідну плавність руху машини по місцевості, як з повним бойовим навантаженням, так й без нього, та збільшити середню швидкість руху. По-друге, гідроциліндри пневматичної підвіски можна використовувати як силові в системі зміни кліренсу. Наявність системи зміни кліренсу полегшувала завантаження БМД із засобами десантування у вантажний відсік літака, зменшувала динамічні навантаження при приземленні на парашутній системі, сприяла підвищенню прохідності, збільшенню максимальної швидкості руху на плаву (за рахунок підтягування опорних котків з гусеничним обводом до корпусу і зменшення опору) та давала змогу змінювати габаритну висоту машини.
У квітні 1965 ГБТУ МО СРСР видало ВгТЗ нові деталізовані ТТВ на бойову машину десанту. Одночасно укладено договір на випуск дослідних зразків машини з терміном проведення заводських випробувань у I-му кварталі 1966 року.
Влітку 1965 за варіантом № 2 виготовлений макет БМД «Об'єкт 915» натуральної величини. Одномісна башта з озброєнням була повністю запозичена в БМП, в ній розміщувався один із двох членів екіпажу — навідник-оператор. Комплекс озброєння БМД практично ідентичний першому варіанту, за винятком кулеметів — ПК замінили на 2 курсових ПКТ. Невеликі зміни торкнулися також боєкомплекту: до танкової гармати 2А28 він складався з 35 активно-реактивних пострілів (згодом був збільшений до 40 активно-реактивних пострілів), 3 керованих ракет 9М14 ПТРК «Малютка» та 3 000 набоїв для кулеметів ПКТ.
Корпус машини виготовлявся з алюмінієвого сплаву АБТ-101, верхній лобовий лист виконаний двосхилим, башта — з броньованої сталі підвищеної твердості. Лоб корпусу та башти забезпечували захист екіпажу, десанту і внутрішнього обладнання від 14,5-мм бронебійних куль, борт — від 7,62-мм куль.
Незначних змін на відміну від першого варіанту зазнала силова установка. На машину встановлювався 6-циліндровий V-подібний чотиритактний дизель 5Д20 потужністю 240 к.с. (176 кВт) з ежекційною системою охолодження, модифікація двигуна УТД-20. Дизель 5Д20 забезпечував машині високу питому потужність — 35,7 к.с./т (таку питому потужність не мала на той момент жодна з наявних на озброєнні бойових машин). Місткість паливних баків становила 295 л, і запас ходу по шосе досягав 500 км. Бойова маса дослідного макета становила 6,72 т, при десантуванні — 5,95 т.
У передбаченні можливої затримки з виробництвом дизеля 5Д20, який тільки-но пішов на серійне виробництво, опрацьований тимчасовий варіант «об'єкту 915» з установкою карбюраторного двигуна ГАЗ-41 з коробкою передач, запозичених у БРДМ-2. Цей варіант БМД поступався основному в маневреності (внаслідок меншої питомої потужності), пожежонебезпеці, швидкості руху на плаву і по деяких інших параметрах, але переважав його по вагових характеристиках. Розрахункова бойова маса машини становила 6,33 т, маса десантованої машини — 5,63.
На основі проєкту другого варіанту БМД «Об'єкт 915» опрацювали нову лінійку сімейства машин для ПДВ: бронетранспортера, командно-штабної машини та зенітно-самохідної установки «Стріла-1».
Бронетранспортер «Об'єкт 915БТР» призначався для транспортування десанту і різних вантажів на полі бою. Як основна зброя в носовій частині корпусу встановлювався 7,62-мм танковий кулемет ПКТ. До складу екіпажа увійшов тільки механік-водій, до складу десанту входили командир, стрілець-кулеметник і 12 стрільців. У порівнянні з базовою машиною бронетранспортер мав подовжений на 400 мм броньовий корпус, тому в ходовій частині використовувалося 12 опорних котків замість 10, встановлених на БМД. Бойова маса бронетранспортера становила 7 т, маса на десантування — 5,5 т. Максимальна швидкість по шосе становила 60,7 км/год, на плаву — 7 км/год, запас ходу по шосе сягав 500 км.
Командно-штабна машина управління призначалася для забезпечення управління з'єднаннями десантних військ. До складу екіпажу машини входили механік-водій, радист-кулеметник і шість працівників штабу: командир з'єднання, три штабних офіцери і два радисти. В машині розміщувалися: УКХ радіостанція Р-123, дві УКХ радіостанції «Біном-М», КХ радіостанція «Вистріл-М», апаратура ЗАЗ «Яхта», шифрувальна машина М-125М, навігаційна апаратура ТНА-2 «Сітка» і блок електроживлення.
Зенітна ракетна установка «Стріла-1» («Об'єкт 9153У») призначалася для боротьби з повітряними цілями, що низько летять. Екіпаж машини складався з двох осіб — оператора та механіка-водія. Зенітний комплекс включав: пускову установку з чотирма напрямними, апаратуру цілевказання, прицільний пристрій, апаратуру пуску ракет, механізм блокувань. Боєкомплект установки складався з 8 зенітних ракет 9М31.

### Прийняття на озброєння і серійне виробництво
Перші три дослідні машини випробувалися пробігом від заводу до робочого селища Єрзовка (Волгоградська область); на заводському полігоні — по ґрунтовій дорозі, піску і бруду, а також на плаву — в глибокому яру з водою.
Незабаром після цього Маргелов В. П. організував показ БМД на полігоні 38 НДВІ БТ в Кубинці міністру оборони маршалові Радянського Союзу Малиновському Р. Я. з демонстрацією швидкості й зручності посадки і висадки екіпажу та десанту, показом машини на ходу і на плаву.

Монумент загиблим десантникам в авіакатастрофі під Баку на плацу 25-ї повітрянодесантної бригади. Смт. Гвардійське Дніпропетровської області

Всебічні полігонні і військові випробування «Об'єкту 915» почалися в 1967. Головою Державної комісії з прийняття БМД «Об'єкт 915» на озброєння був командир 106-ї гвардійської повітрянодесантної дивізії генерал-майор Потапов Ю. М. Машина пройшла полігонні випробування в Тесніцьких таборах під Тулою. Шестигодинний безупинний пробіг з екіпажем і десантом «по-бойовому» (із закритими люками і повною заправкою ПММ) на полігоні в м. Чирчик (Узбецька РСР) влітку 1968 показав повну працездатність машини в надзвичайно спекотних умовах. БМД перевірили і при екстремальна низьких температурах — у морозильній камері. За результатами випробувань машину визнано повністю готовою та такою, що задовольняла усі тактико-технічні вимоги за якими розроблялася. Завдяки високій питомій потужності двигуна, малому питомому тиску на ґрунт і вдалій конструкції ходової частини, машина мала виключно високу прохідність на пересіченій місцевості. Вона впевнено долала підйом у 32°, вертикальну стінку висотою 0,7 м і рів завширшки 2 м. Застосування пневматичної підвіски значно підвищило влучність стрільби з ходу. Тому, на порівняльних випробуваннях з БМП-1 точність стрільби з ходу у БМД «Об'єкт 915» виявилася значно вищою, хоча при відсутності на ній механізму заряджання навідник (навідник-оператор) змушений був постійно відриватися від прицілу для заряджання гармати.
Завдяки застосуванню водометів і підтягуванню опорних котків до корпусу, нова машина відчувала себе на плаву набагато впевненіше за свого «піхотного» побратима. Швидкість руху на плаву сягала 10,5 км/год, при цьому не відбувалося помітного провисання нижньої гілки гусениці. Зміна кліренсу сприяла спрощенню процесу входу машини у воду і виходу з неї — в останньому БМД помітно допомагала наявність водометних рушіїв.
Десантування машини за допомогою багатокупольної парашутної системи на платформі П-7 також пройшло успішно.
14 квітня 1969 за результатами випробувань Постановою Ради Міністрів СРСР «Про прийняття на озброєння Радянської Армії гусеничної бойової машини Повітрянодесантних військ» «Об'єкт 915» прийнято на озброєння під позначенням БМД-1. Відповідний наказ міністра оборони СРСР підписано 22 травня 1969. Серійне виробництво БМД-1 налагоджене на Волгоградському тракторному заводі.
У зв'язку з надходженням на озброєння парашутно-десантних частин і підрозділів БМД-1 у 44-й навчальній повітрянодесантній дивізії на території Литовської РСР організували навчання командирів машин, механіків-водіїв і навідників-операторів. А в штаті Рязанського вищого повітрянодесантного училища в 1968 утворили дві нові кафедри — кафедру матеріальної частини та ремонту гусеничних і колісних машин та кафедру експлуатації й водіння гусеничних і колісних машин.
Всього через місяць після прийняття на озброєння БМД-1 військово-промислова комісія Ради Міністрів СРСР ухвалила рішення «Про створення дослідних зразків бронетранспортера і комплексу командно-штабних машин для Повітрянодесантних військ». Наступного року надійшло завдання на розробку на базі БМД-1 122-мм САУ «Фіалка». Згодом це призвело до появи унікального сімейства авіадесантних броньованих машин різнорідного призначення. Важливо, що саме в цей період завершилася розробка нового важкого військово-транспортного літака — в 1971 створено літак Іл-76 (ОКБ С. В. Іллюшина), який згодом став основним літаком військово-транспортної авіації Радянського Союзу.

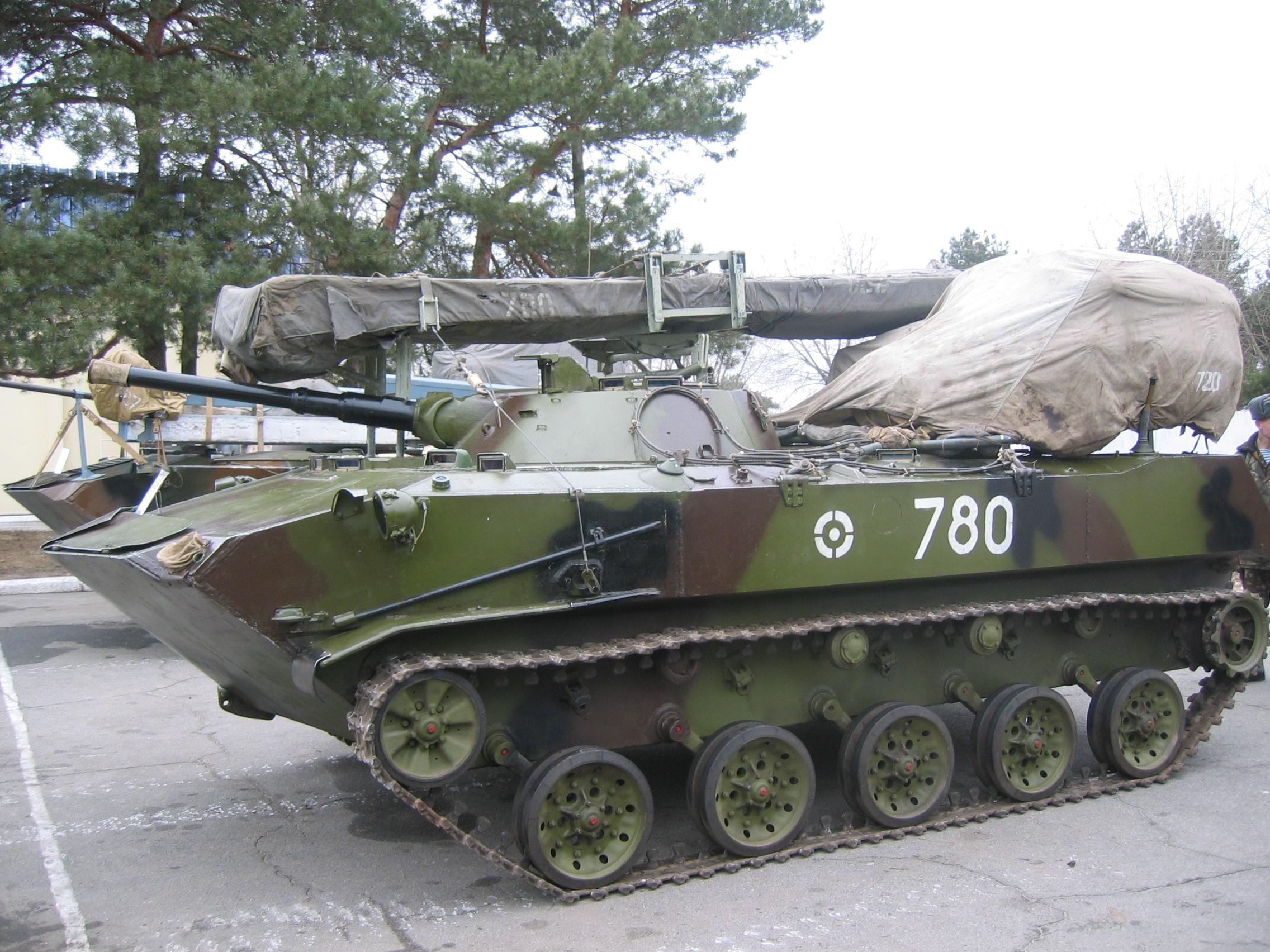
Підготовлена до десантування БМД-1 у готовності до руху. Зверху на броні — зашвартована парашутна система МКС-350-9

Першу партію бойових машин десанту БМД-1 направлено на озброєння одного батальйону в Прибалтиці (108-й парашутно-десантний полк 7-ї гвардійської повітрянодесантної дивізії, м. Каунас, ЛитРСР), на якому проводилося її освоєння, відпрацьовувалися питання парашутного десантування та тактика дій. В подальшому, по мірі надходження машин, в дивізії ними був оснащений один парашутно-десантний полк. До 1978 року переозброєння усіх військ на бойові машини десанту в основному було завершено. Кожна радянська повітрянодесантна дивізія отримала майже 330 бойових машин на базі БМД-1 різних модифікацій.
«Значно підвищилися вогнева міць та маневреність на полі бою. Це були вже інші війська, здатні в тилу противника вирішувати оперативно-стратегічні завдання».
Вперше бойову машину десанту представники західних країн побачили на навчаннях «Двіна» у 1970 році. Вдруге, нові машини продемонстровано широкій публіці на параді 7 листопада 1973 року. Спочатку військові експерти Заходу сприйняли цю техніку за легкий танк, доки не були з'ясовані головні цілі прийняття її на озброєння повітрянодесантних військ.

### Випробування парашутних систем
Паралельно з освоєнням нової бойової техніки протягом 1970-х років йшов процес опанування засобів її десантування. Основними способами десантування БМД-1 став посадковий та скидання на багатокупольних парашутних, а також на парашутно-реактивних системах.
На той час військово-транспортний літак Іл-76М піднімав три БМД-1 з системами десантування, Ан-12 — 1, Ан-12А — 2, Ан-22 «Антей» — 4. БМД виявилися зручними і для перекидання важкими вертольотами Мі-6 і Мі-26. Так, наприклад, у фюзеляжі Мі-26 розміщувалися 2 БМД.
На першому етапі для десантування БМД-1 та БТР-Д використовувалися парашутні платформи ПП-128-5000, пізніше П-7 та П-7М, а також більш важкі П-16 з багатокупольними парашутними системами МКС-5-128М або МКС-5-128Р. Парашутна платформа П-7 становила металеву конструкцію на знімних колесах та призначалася для десантування вантажів польотною масою від 3 750 до 9 500 кг з літаків Іл-76 при швидкості польоту 260—400 км/год та з Ан-12Б та Ан-22 — при 320—400 км/год. Багатокупольна парашутна система МКС-5-128Р давала змогу десантувати БМД на платформі П-7 з літаків з висоти в межах від 500 до 8 000 м, швидкість зниження з вантажем 9 500 кг сягала 9,5 м/с. Універсальність цих систем давала змогу десантувати майже усе, що завгодно — від бойової машини до гусеничного трактора та польових кухонь. У залежності від ваги десантованого вантажу на об'єкт встановлювалася різна кількість блоків парашутної системи (від 3 до 5, кожний площею по 760 м²). Системи мали достатньо високу, підтверджену великою кількістю випробувань, надійність — 0,98. Для порівняння: надійність людського парашута становить 0,99999, тобто на 100 тис. застосувань — одна відмова.
Однак існували й мінуси. Підготовка до десантування вимагала чимало часу, а перевезення систем на аеродроми — великої кількості вантажного автотранспорту. Крім цього, при приземленні куполи перешкоджали руху бойових машин десанту, вони попадали в гусениці, плавилися, від чого заклинювала ходова частина. Найбільша ж проблема полягала в іншому. З літаків різних видів викидалося від однієї (Ан-12) до чотирьох (Ан-22) бойових машин, екіпажі стрибали услід за технікою та десантники розсіювалися на відстані до п'яти кілометрів від своїх БМД, внаслідок чого вимушені були тривалий час розшукувати їх на майданчиках приземлення.
Першим прикладом масового застосування багатокупольних парашутних систем і десантних платформ стали масштабні загальновійськові навчання «Двіна», що проводилися в березні 1970 в Білоруському військовому окрузі. У навчаннях брала участь 76-та гвардійська Псковська повітрянодесантна дивізія. Всього за 22 хвилини було десантовано понад 7 000 десантників і понад 150 одиниць бойової техніки.
Як стверджують, саме на цих навчаннях командувач ПДВ генерал армії Маргелов В. П. вперше висловив думку про скидання екіпажу разом з БМД. При скиданні БМД окремо від екіпажу бійці та техніка десанту опинялися розкиданими на величезній площі, причому екіпаж приземлявся в радіусі від одного до декількох кілометрів від своєї машини. Це викликало велику витрату часу після приземлення на пошук машини, її розшвартування і підготовку до руху. За цей час противник, виявивши висадку, міг запросто «накрити» цей район своїми засобами ураження. Набагато практичніше виглядало десантування екіпажу безпосередньо з БМД. Генерал Маргелов В. П. на початку 1971 року віддав розпорядження про вивчення та опрацювання практичним шляхом можливості десантування екіпажу всередині машини так, щоб машина була готовою до бойових дій відразу ж після приземлення і відокремлення основних куполів. Невелика швидкість вертикального зниження і висока надійність багатокупольних парашутно-платформних засобів давали змогу це зробити.
Після довгих розрахунків та сумнівів, літом 1971 року почалася розробка спеціального комплексу: «парашутна система — бойова машина — людина», яка отримала умовну назву «Кентавр». Спочатку провели низку лабораторних десантувань з собаками, а потім копрові скидання з добровольцями з числа військовослужбовців, для визначення допустимих ударних навантажень і можливостей використання спрощених амортизуючих космічних крісел типу «Казбек» — «Казбек-Д». Випробування закінчено вже до осені 1971, проте, дозвіл на перше скидання БМД з реальним екіпажем надано міністром оборони тільки в грудні 1972.
5 січня 1973 року на Тесницькому навчальному центрі на базі 106-ї Тульської повітрянодесантної дивізії, вперше у світовій практиці, було проведено парашутне десантування бойової машини десанту БМД-1 з двома членами екіпажу на борту. Десантування в комплексі «Кентавр» здійснювалося з двома кріслами «Казбек-Д», з військово-транспортного літака Ан-12Б. Екіпаж БМД-1 склали: за механіка-водія — підполковник Зуєв Л. Г., за навідника-оператора — старший лейтенант Маргелов О. В. (молодший син командувача).

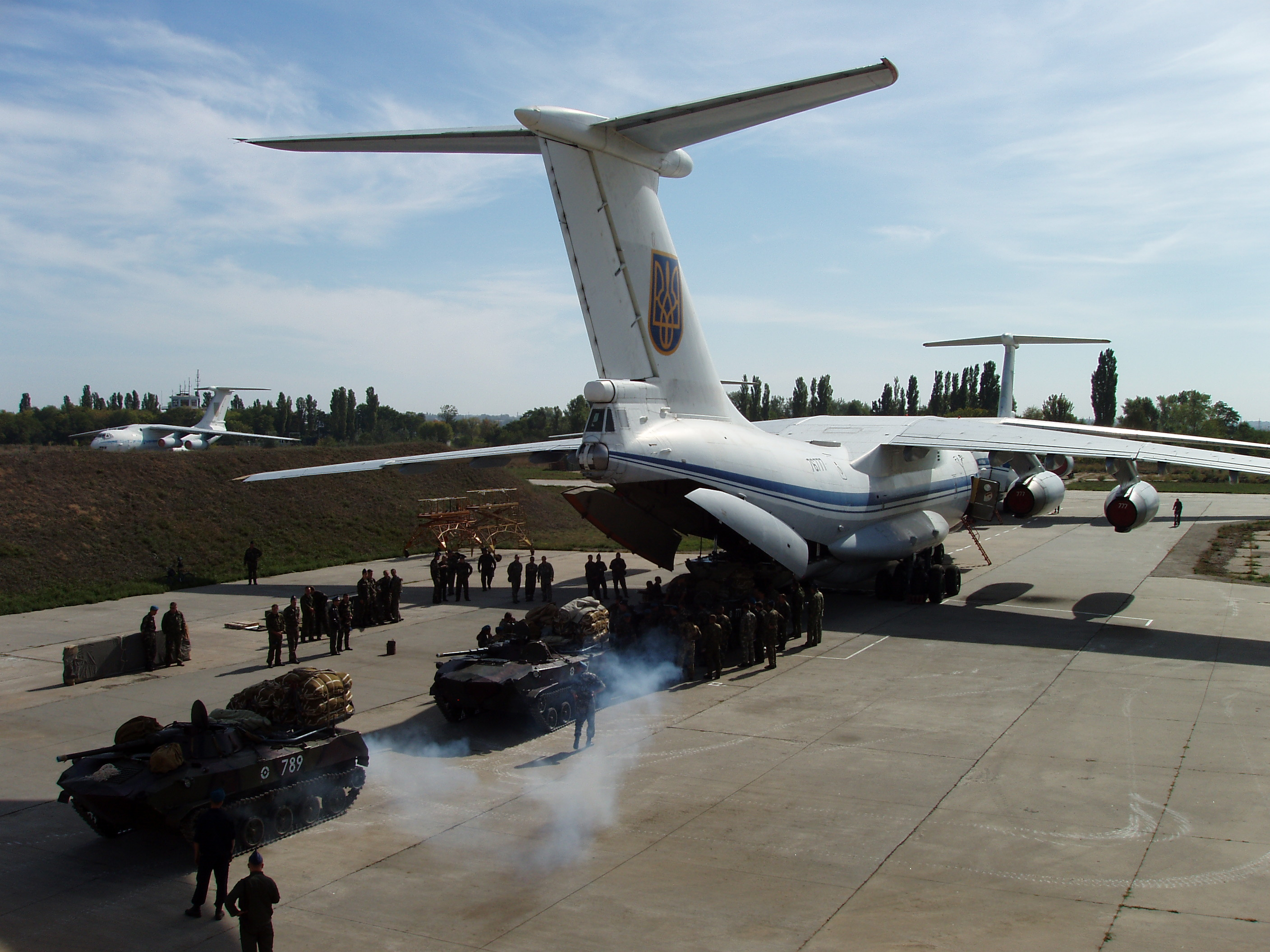
Завантаження 3-х БМД-1 зі складу 25-ї опдбр в літак Іл-76 на військовому аеродромі Мелітополь. 19 вересня 2006

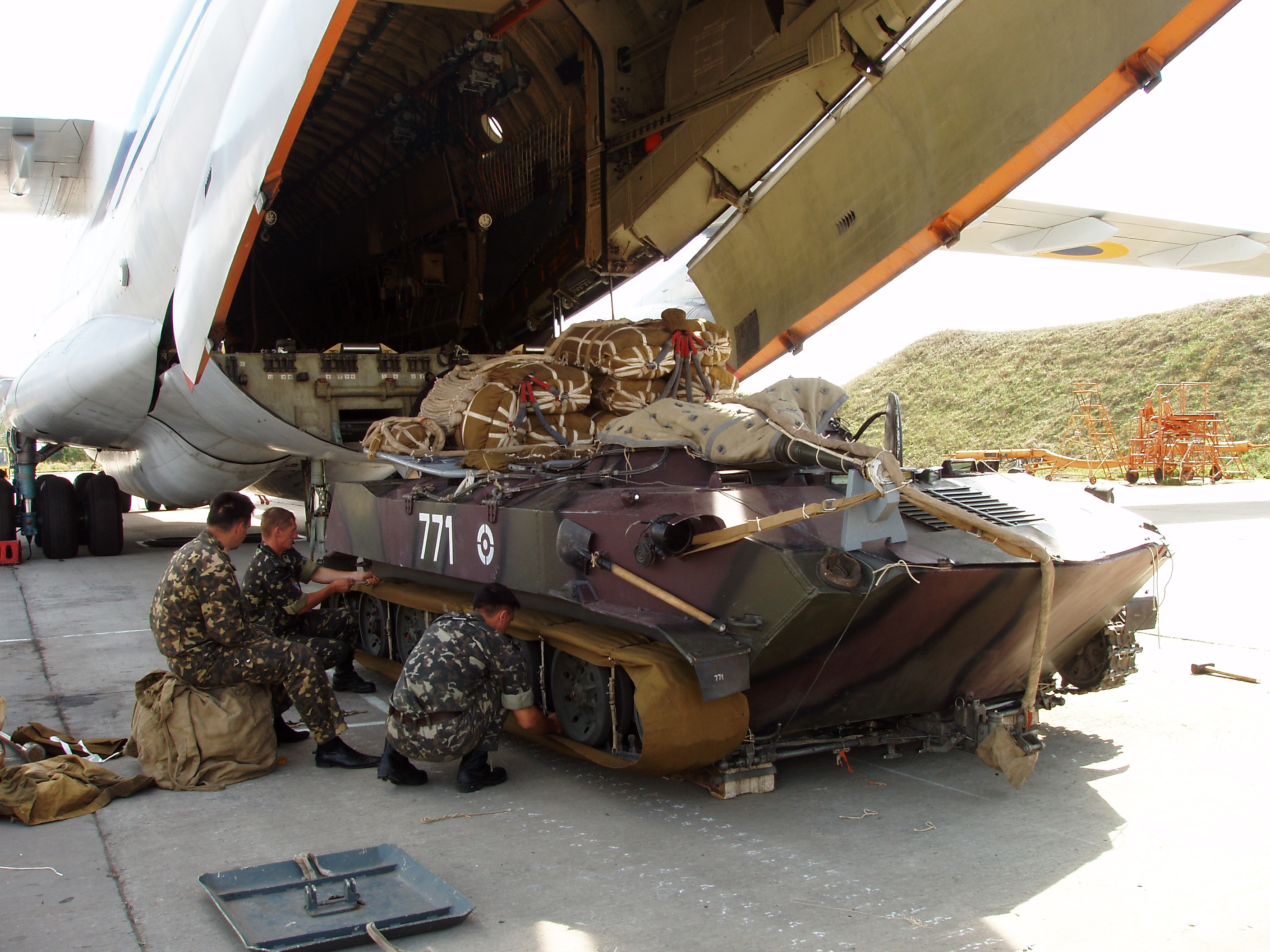
Підготовка БМД-1 перед завантаженням у вантажну кабіну Іл-76. Аеродром Мелітополь. 19 вересня 2006

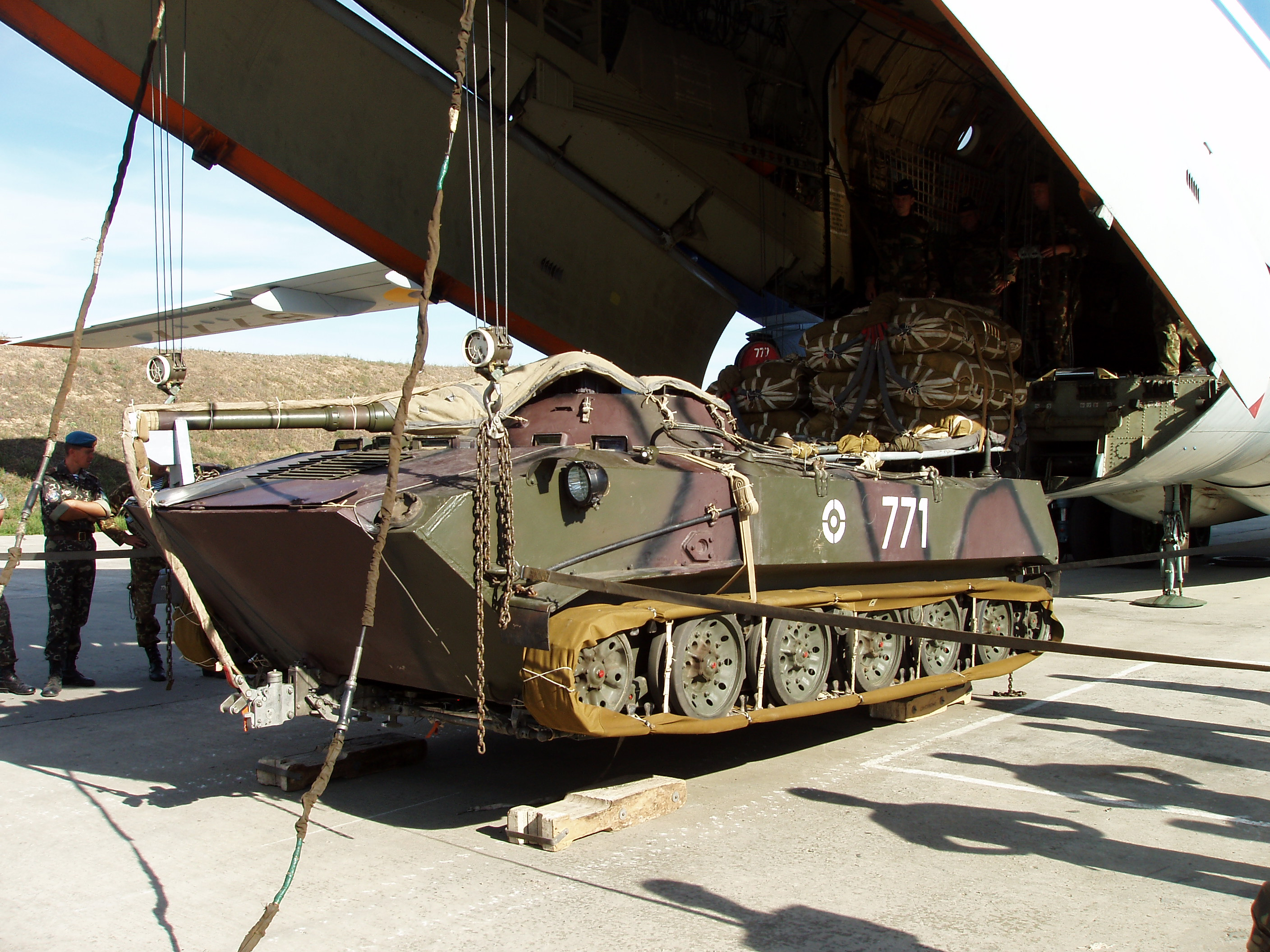
Завантаження тельферами підготовленої до десантування БМД-1 у вантажну кабіну Іл-76. Аеродром Мелітополь. 19 вересня 2006

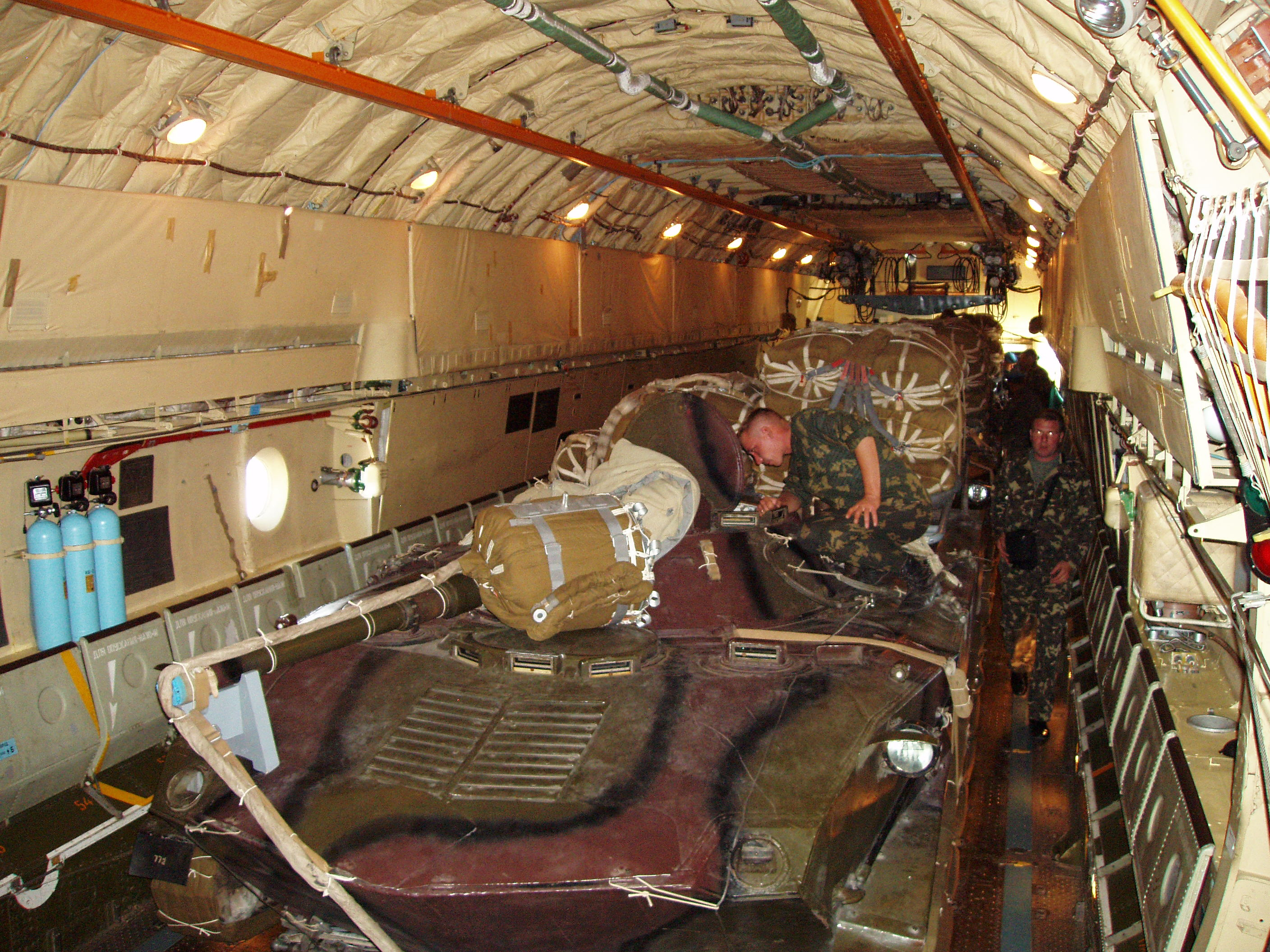
Підготовлені до десантування БМД-1 в кабіні Іл-76

З часом десантування на «Кентаврі» з військовими екіпажами провели в кожному парашутно-десантному полку. Всього здійснено 34 десантування систем такого типу, в яких узяли участь 74 чоловіки. Система «Кентавр» продемонструвала високий ступінь надійності. Так, 11 липня 1974 на навчаннях 7-ї Каунаської повітрянодесантної дивізії, «Кентавр-5» через сильний вітер біля землі перекинуло, БМД впала догори гусеницями. Але, екіпаж за допомогою автоматичної системи відстрілу розшвартував машину зсередини, вибрався і продовжив участь у навчаннях. Згодом з літака Ан-12 десантувався всередині бойової машини БМД-1 весь екіпаж. Це дуже складне та важливе випробування проведено 26 серпня 1975 року на базі Рязанського училища. Практичне застосування такого комплексу спільного десантування давало змогу екіпажам бойових машин десанту вже з перших хвилин після приземлення швидко приводити БМД-1 у готовність до бою. Повітряний десант тепер не втрачав дорогоцінного часу, як раніше, на пошук машин, що багатократно скорочувало терміни вступу в бій у тилу противника.
Важливим кроком у розвитку засобів десантування стала поява парашутно-реактивних систем (ПРС), в яких замість парашутної платформи з декількома куполами та амортизаторами застосували пороховий реактивний гальмівний двигун. Два щупи, що опускалися вертикально вниз під час спуску бойової техніки, мали на кінцях контактні замикачі, й під час дотику з ґрунтом вони приводили в дію порохові реактивні двигуни (від 3 до 4 залежно від маси вантажу), які миттєво гасили вертикальну швидкість з 25 м/с практично до 0 м/с.
Головні переваги ПРС перед багатокупольною системою МКС-5-128Р з платформою П-7 полягали у наступному:
- скорочувався час підготовки до десантування і час самого десантування (швидкість зниження об'єкта на ПРС була приблизно учетверо вище);
- замість п'яти блоків основних парашутів МКС-5-128Р, кожен площею 760 м2, в ПРСМ-915 застосовувався тільки один основний парашут площею 540 м2;
- після приземлення ПРС не залишав навколо машини величезних полотнищ парашутів, які, потрапляючи на ведучі колеса і траки, затримували рух бронемашин;
- відсутність платформи давала змогу машині з укладеною ПРС рухатися на аеродром і завантажуватися в літак своїм ходом;
- для транспортування комплектів ПРС потрібно було менше транспортних засобів, ніж для багатокупольних систем.

Незабаром, парашутно-реактивна система ПРСМ-915 стала основним засобом десантування БМД-1 та машин на її базі з літаків Ан-12Б, Іл-76, Ан-22. Перше скидання БМД-1 на парашутно-реактивній системі ПРСМ-915 з літака Іл-76 було проведене у 1975. Незважаючи на невдале приземлення (не спрацювали щупи), в цілому задачу скидання БМД на новій системі з Іл-76 і Ан-22 визнали вирішеною.
23 січня 1976 року, також вперше у світовій практиці, на майданчику приземлення «Кислова» під Псковом на базі 76-ї гв. повітрянодесантної дивізії з літака Ан-12Б була десантована БМД-1 на парашутно-реактивній системі ПРСМ-915. У спільному комплексі з умовною назвою «Реактавр» («Реактивний Кентавр»), десантувалися знову ж таки 2 члена екіпажу — підполковник Щербаков Л. І. та капітан Маргелов О. В. Екіпаж першого «Реактавра» затверджували особисто міністр оборони маршал Гречко А. А. та начальник Генерального штабу генерал армії Куликов В. Г. Екіпаж літака був той самий, що брав участь у скиданні першого «Кентавра». Десантування на «Реактаврі» було ризикованіше за «Кентавра» (достатньо нагадати, що швидкість зниження ПРСМ-915 учетверо вища). Важче десантникові й в психофізичному відношенні — дуже близько оглушливий рев і гуркіт, полум'я, що виривалося з реактивних сопел, великі динамічні перевантаження. Але, випробування в цілому пройшли вдало.
Десантування екіпажу всередині БМД на ПРС давало змогу скоротити час десантування повітрянодесантної дивізії до десятків хвилин. Воно також увійшло в практику ПДВ і демонструвалося в ході низки навчань — наприклад, під час масштабних навчань «Захід-81». Наступними роками проведено близько 100 десантувань системи «Реактавр» з особовим складом на борту.
Метод «парашутного зриву», відпрацьований у СРСР у дослідному порядку ще наприкінці 1930-х, після появи нового покоління військово-транспортних літаків (Ан-8, Ан-12) став основним способом десантування військових вантажів і техніки. Для скорочення часу десантування за цим методом скидання вантажів і військової техніки на платформах проводилося «цугом»: при цьому витяжна парашутна система наступного об'єкта витягувалася у вантажний люк попереднім об'єктом. Бойова обслуга, що супроводжувала десантовану техніку, розміщувалася в передній частині вантажної кабіни на десантних сидіннях і починала покидати літак у бічні двері через 2 с після скидання останньої платформи. Економія часу в кілька секунд давала економію в сотні метрів на майданчику приземлення.
Для пошуку бойової техніки екіпажами на площадках приземлення парашутно-десантна платформа П-7 оснащувалася маркерним радіопередавачем Р-128, що вмикався при спрацьовуванні парашутної системи та полегшував пошук вантажу на землі. Згодом на озброєння прийняли маркерний передавач Р-255МП; десантники для пошуку вантажу використовували індивідуальний пошуковий приймач Р-255ПП. З 1988 у ПДВ з'явився маркерний передавач Р-168МП і приймач Р-168ПП.
Наступним кроком після відпрацювання парашутного десантування на платформі стало створення безплатформених систем, які в порівнянні з десантними платформами мали меншу масу, потребували менше часу на підготовку до десантування та підготовку машини до руху після приземлення.
| Порівняльні характеристики систем десантування БМД-1                                |                                  |                                                        |                                           |                 |
| Тип                                                                                 | Багатокупольна парашутна система | Багатокупольна парашутна система з уніфікованим блоком | Парашутно-реактивна система               |                 |
| Система                                                                             | МКС-5-128М                       | МКС-350-9                                              | ПРСМ-915                                  |                 |
| Маса техніки, що десантується, кг                                                   | до 8 500                         | 3 750-9 500                                            | 8 000 ± 50                                |                 |
| Висота скидання над майданчиком приземлення, м                                      | від 500 до 8 000                 | від 300 до 4 000                                       | від 500 до 1 500                          |                 |
| Швидкість польоту при скидуванні (Іл-76/ Ан-22)                                     | 260-400 320-380                  | 260-400 320-380                                        | 260-400 320-380                           | 260-400 320-380 |
| Максимальна швидкість зниження з вантажем до 8500 кг, м/с                           | до 7                             | 7-8                                                    | 16—23 (на основному парашуті)             |                 |
| Основна парашутна система: * к-сть куполів * площа куполу * маса основного парашута | 5 760 117                        | 9 350 117                                              | 1 540 205±5                               |                 |
| Витяжна парашутна система: * тип * площа куполу * маса основного парашута           | ВПС-12130 8 55                   | ВПС-8 8 47                                             | ВПС-8 8 47                                |                 |
| Маса системи, кг                                                                    | 700                              | 608                                                    | 1 060±20                                  |                 |
| Кількість застосувань                                                               | до 5                             | до 5                                                   | до 7 (для ПРСМ) 5 (для парашутних систем) |                 |

22 грудня 1978 біля села Ведмежі Озера відбулося перше скидання системи «Кентавр-Б» на безплатформеній системі ЗП-170 з підкладковою амортизацією. До початку 1980-х у Феодосійській філії московського НДІ автоматичних пристроїв (НДІ парашутобудування) була розроблена безплатформена парашутна система ПБС-915 «Шельф» для десантування модернізованих бойових машин БМД-1П і БМД-1ПК з літаків Іл-76 та Ан-22 «Антей». Система «Шельф» могла використовуватися з парашутною багатокупольною системою МКС-350-9. Польотна маса БМД при застосуванні такої системи — до 8 500 кг, висота скидання — від 300 до 1 500 м.
На рубежі 1970-1980-х Московський агрегатний завод «Універсал» спільно з АНТК ім. Іллюшина та НДІ автоматичних пристроїв розробили систему маловисотного десантування П-219 з амортизованою платформою, що надійшла у війська в 1983 році. БМД-1 (без екіпажу) на платформі П-219 могла скидатися з літака Іл-76, що летів горизонтально на висоті 3-7 м на швидкості 260—300 км/год. Надзвичайна складність такого виду десантування, що вимагала від пілотів неймовірної майстерності, а від літаків — більш динамічних характеристик, зумовила вельми обмежене його застосування.

## Опис конструкції БМД-1

### Загальне компонування
В остаточно затвердженому варіанті БМД-1 являла собою бойову гусеничну плаваючу машину, що авіадесантувалася з літаків типу Ан-12А, а пізніше й з Ан-22 та Іл-76. Весь особовий склад розташовувався всередині бойової машини. До складу бойової обслуги машини (екіпажу та десанту) входило штатне парашутно-десантне відділення в кількості 7 осіб: командир відділення — командир бойової машини, заступник командира — навідник-оператор, механік-водій, старший стрілець, кулеметник, стрілець-гранатометник і помічник гранатометника. Бойова машина десанту, за задумом конструкторів, була сконструйована за класичною для танків, але ж незвичайною для бойових машин піхоти, конструктивною схемою: бойове, разом з десантним відділенням, знаходилося в середній частині корпусу, а моторно-трансмісійне — в кормовій. Відділення управління розташовувалося в передній частині бойової машини.

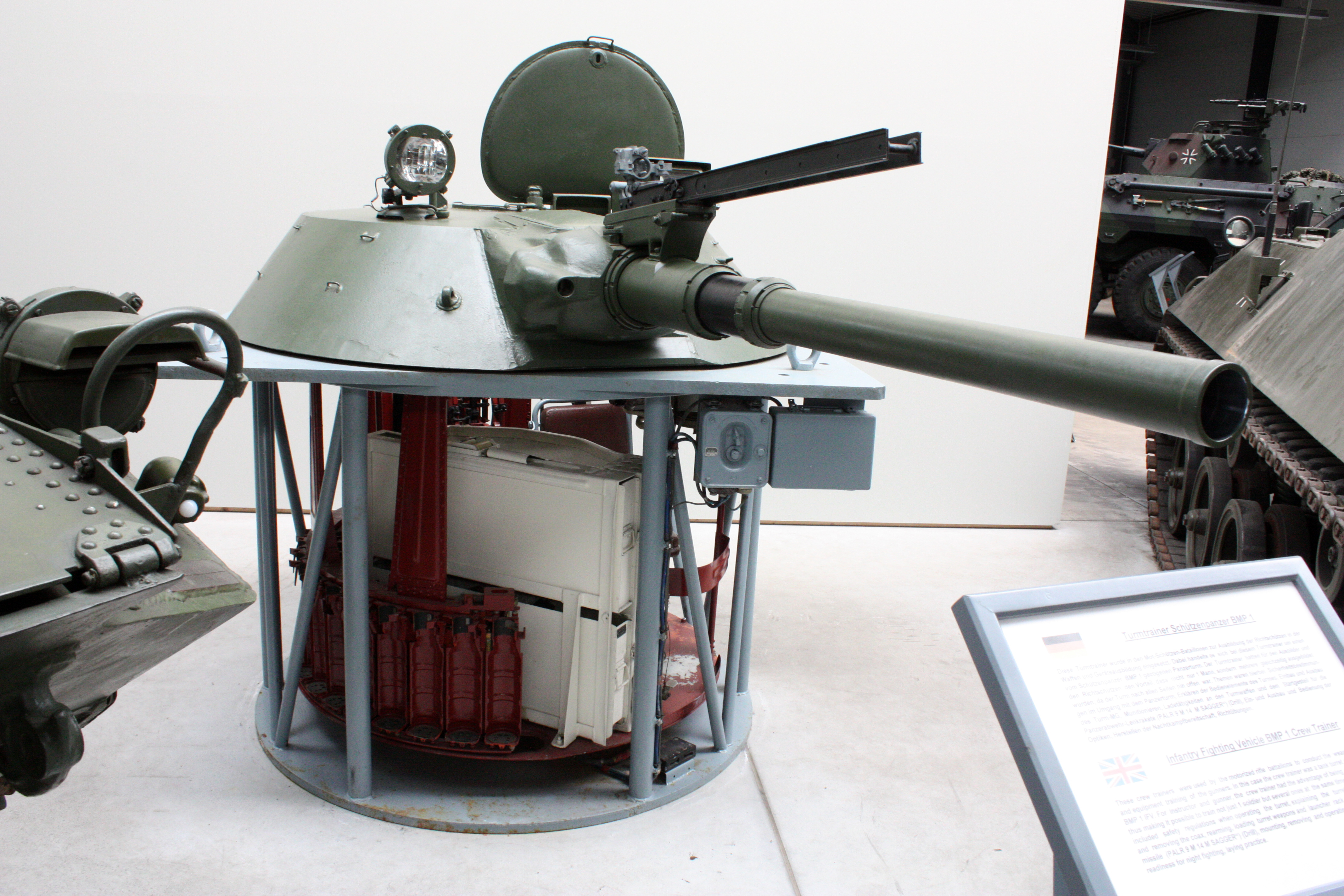
Башта з комплексом озброєння до БМД-1 (БМП-1). Музей Мюнстера. Німеччина

У відділенні управління, в носовій частині корпусу, розміщувалися командир (ліворуч від осі машини), механік-водій (по центру) і кулеметник (праворуч). Командир та кулеметник мали автономні кулеметні установки курсових кулеметів ПКТ. Посадка та висадка десантників здійснювалася через три люки, що розташовувалися в даху відділення управління над їх робочими місцями. Для водіння машини та спостереження за полем бою перед люком механіка-водія встановлювалися три оглядових прилади ТНПО-170 (згодом замінені на ТНПО-170А). При русі на плаву центральний оглядовий прилад замінювався перископічним бінокулярним приладом, що обігрівався, ТНП-350Б (для спостереження поверх щитка хвилевідбивача), а при водінні в нічних умовах — перископічним бінокулярним приладом нічного бачення ТВНЕ-4 (з 1973 року — ТВНЕ-4ПА, а з 1979 року — ТВНЕ-4Б). При водінні машини «по-похідному» в умовах негоди на люк механіка-водія встановлювався спеціальний захисний ковпак, що обігрівався, з переднім та бічними оглядовими вікнами й відкидним тентом.
Середнє відділення займало центральну частину корпусу і башту та було відокремлене від МТВ герметичною перегородкою. У башті машини розміщувалася основна зброя з приводами наведення і прицілом, апаратура пуску керованих ракет, сидіння навідника-оператора (зліва від гармати), механізована укладка з боєкомплектом до танкової гармати, боєкомплект для спареного кулемета, укладка для двох ПТКР. Посадку і вихід навідник-оператор здійснював через люк у даху башти. Для спостереження за полем бою, крім прицілу, він використовував 4 перископічні прилади ТНПО-170 (ТНПО-170А).
У десантному відсіку корпусу монтувалися сидіння для старшого стрільця, стрільця-гранатометника і помічника гранатометника, а також укладки для переносної зброї. Посадка та висадка десантників із середнього відділення здійснювалася через кормовий десантний люк, що закривався кришкою, виготовленої з магнієвого сплаву. Кришка люка мала амбразуру і отвір під установку оглядового приладу. Усі амбразури, що призначалися для стрільби з автоматів АКСМ, були оснащені оглядовим склом.
Моторно-трансмісійне відділення розташовувалося в кормовій частині корпусу. У ньому розміщувалися силовий блок з обслуговуючими системами, бортові передачі, водометні рушії, паливні й мастильний баки, обладнання системи димопуску, частина електрообладнання, пневморесори підвіски та агрегати гідросистеми. Проріз над МТВ закривався знімними листами, що забезпечували доступ до двигуна та його систем, а також агрегатів трансмісії та водометних рушіїв.

### Корпус і башта
Зварний корпус машини виготовлявся з вальцьованих листів броньового алюмінієвого сплаву АБТ-101. У носовій частині корпусу (біля бортів) були дві амбразури під установку курсових кулеметів. Корпус у носовій частині звужувався, його поперечний переріз мав Т-подібну форму.
Корма корпусу утворювалася кормовими листами, що зварювалися з днищем, бортовими листами й коробами ежекторів. Жорсткість днища, звареного з порівняно тонких броньових листів, забезпечувалася наявністю трьох поздовжніх і чотирьох поперечних виступів (зигів) і однієї поздовжньої балки. Дах корпусу зварювався з бортовими та передніми похилими листами носової частини.

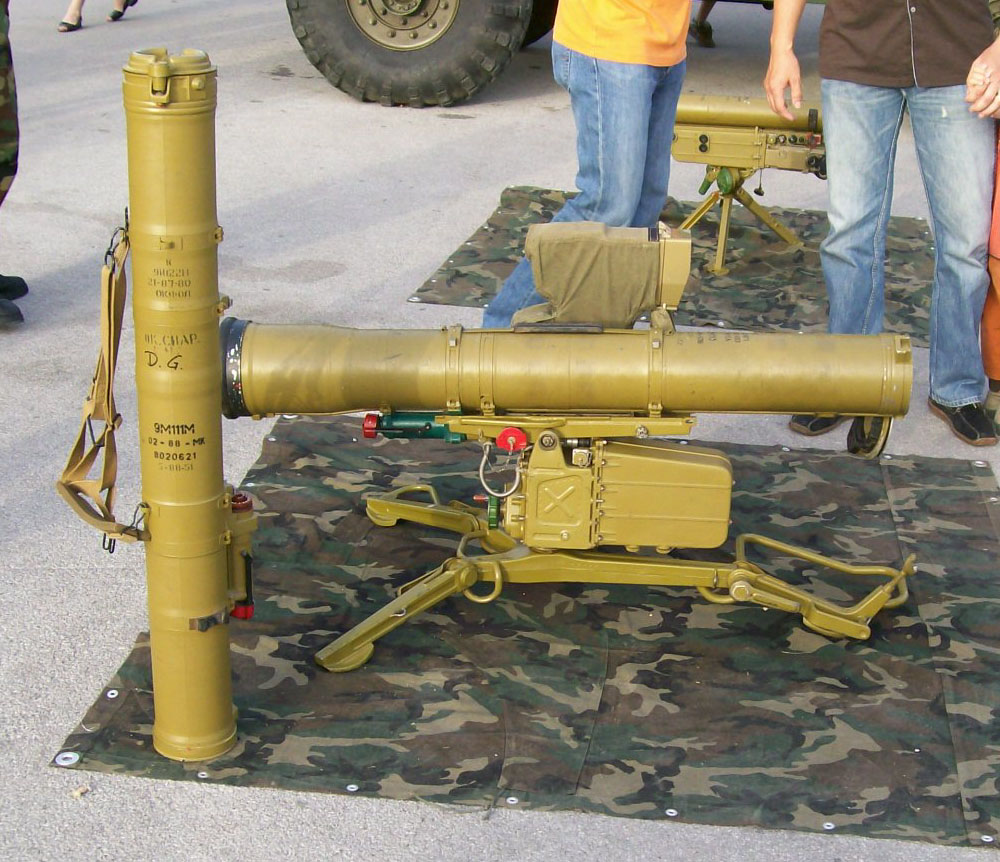
ПТРК «Фагот» (ПУ і контейнер з ракетою) та ракета 9М111М «Фактория» в пусковому контейнері (стоїть)

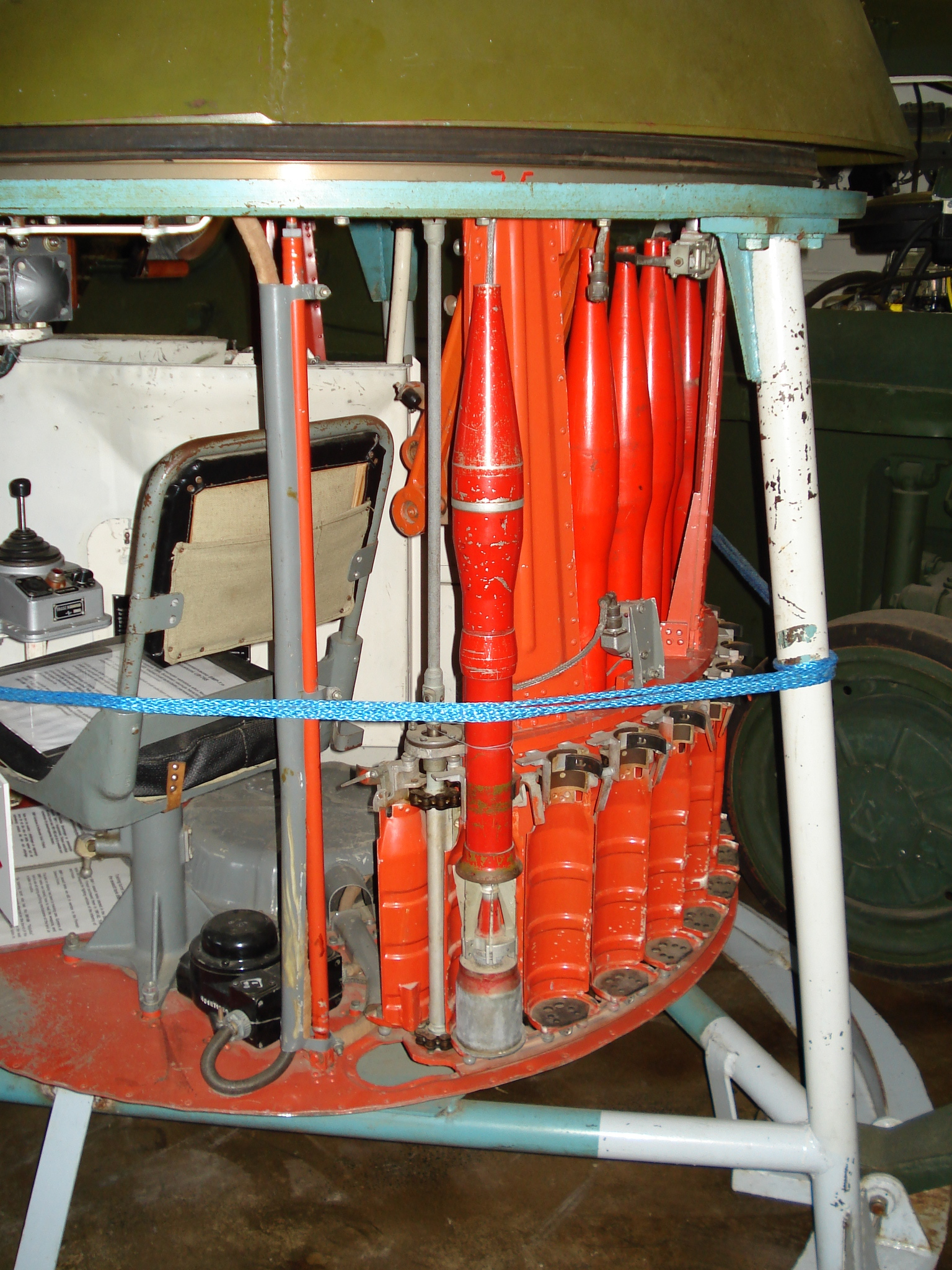
Навчальні постріли до 73-мм гармати 2А28 в конвеєрі башти. Танковий музей. Парола. Фінляндія

Ззовні корпусу встановлювалися фари, сигнал, габаритні ліхтарі, хвилевідбивний щиток, заслінки водометних рушіїв, антена радіостанції, два ящики з ЗІП, укладалися і кріпилися вкривальний брезент, лом, лопата і буй.
Башта у формі зрізаного конуса, відлита з броньованої сталі середньої твердості, встановлювалася над бойовим відділенням у середній частині корпусу.

### Комплекс озброєння ісистема керування вогнем
Основною зброєю бойової машини була 73-мм напівавтоматична гладкоствольна танкова гармата 2А28 «Грім» і 7,62-мм спарений кулемет ПКТ (6П7). Для прицілювання використовувався перископічний комбінований (денний і нічний, без підсвічування) монокулярний приціл 1ПН22М1 («Щит»). У нічних умовах командир бойової машини використовував перископічний бінокулярний, без підсвічування, прилад ТВНЕ-4. Ще два курсових кулемета ПКТ розміщувалися в носовій частині корпусу. Крім цього, зверху на стволі закріплювалася пускова установка для керованої ракети 9М14М «Малютка». Заряджання гармати напівавтоматичне — механізований конвеєр, що обертався на платформі по колу башти, з боєкомплектом подавав постріл навіднику в точку заряджання, звідки той брав снаряд й самостійно досилав у казенник гармати.
Наведення нестабілізованої спареної установки здійснювалося за допомогою пульта керування електроприводом 1ЕЦ10М «Кристал». Наведення в горизонтальній та вертикальній площинах виконувалося за допомогою електричних або ручних приводів. Кути наведення по вертикалі становили від −4 до +30°. Прицільна стрільба з гармати кумулятивними пострілами ПГ-15В велася на відстанях до 1 300 м зі швидкістю 6-7 пострілів на хвилину; керованими ракетами — на відстанях від 500 м до 3 000 м. Стрільба зі спареного кулемета велася за допомогою електроспуску (кнопка на лівій рукоятці пульта приводу). Заряджання пускової установки керованою ракетою 9М14 (9М14М) здійснювалося вручну навідником-оператором зсередини машини шляхом висунення напрямної з ПТКР через спеціальний люк у даху башти. Управління польотом ракети здійснювалося по дротах за допомогою рукоятки пульта апаратури управління 9С428.
До боєкомплекту машини також входили 3 керовані ракети 9М14, 4 000 набоїв до кулеметів ПКТ, з яких 2 000 шт. (до спареного кулемета) споряджалися в стрічки та укладалися в 2 коробки (верхню і нижню), та 2 000 шт. (до курсових) — у 8 коробок по 250 набоїв. Крім цього, всередині машини передбачено укладки для 5 автоматів АКМС, ручного кулемета РПКС, 8 сумок для 20 ручних гранат Ф-1, гранатомета РПГ-7Д або РПГ-16 і 2 сумок з пострілами до РПГ (з 1981 ввели уніфіковані укладки для АКС-74У і РПГ-16).
Озброєння БМД-1, як і БМП-1, спочатку носило вочевидь протитанковий характер. Для підвищення можливостей боротьби з живою силою противника до боєкомплекту гармати 2А28 з 1973 включили осколковий постріл ОГ-15В (прицільна дальність до 1600 м). Кумулятивні та осколкові постріли в конвеєр механізованої укладки укладалися рівномірно: через три постріли ПГ-15В уміщалися два ОГ-15В. Через ці зміни, замість прицілу 1ПН22М1 на машині встановлювався приціл 1ПН22М2, що мав нарізку шкал для стрільби осколковою гранатою. Максимальна дальність стрільби пострілом ОГ-15В становила 4400 м.

### Захищеність
Десантники жартома називали свої бойові машини «алюмінієвими танками», хоча реально броньовий захист БМД-1 протистояв тільки кулям стрілецької зброї та легким осколкам. Корпус захищав екіпаж від 12,7-мм бронебійних куль Б-32: в лобовій проєкції — з будь-якої відстані, в бортовій проєкції — з будь-якої відстані при кутах курсового обстрілу ± 35° та забезпечував захист від 7,62-мм бронебійних куль Б-32 з відстані 100 м у кутах безпечного маневрування 108—160°. Башта машини гарантувала захист від 12,7-мм бронебійних куль Б-32 з дальністю 100 м та курсовому куті обстрілу ± 45° й коловий захист з будь-якої далекосяжності — від 7,62-мм бронебійних куль Б-32. Лоб корпусу і башти гарантував захист з далекосяжності понад 500 м від 23-мм снаряда БЗТ.
БМД-1 оснащувалася засобами колективного захисту від ударної хвилі ядерного вибуху (що забезпечувало також захист екіпажу від радіоактивних, отруйних і бактеріологічних засобів), системою протипожежного обладнання (ППО). З метою маскування, крім захисного фарбування, використовувалася термоконденсаційна система димопуску ТДА.
До складу системи колективного захисту входили: прилад радіаційної та хімічної розвідки (ПРХР), фільтровентиляційна установка (ФВУ) та ущільнюючі пристрої, що спрацьовували по сигналу від ПРХР (пізніше встановлювався гамма-датчик ГД-1М).
Система ППО забезпечувала гасіння однієї пожежі в МТВ і складалася з автоматичної установки, до складу якої входили: автомат ППО, чотири термодавачі МД-1, балон зі складом «3,5» і трубопровід з чотирма розпилювачами, що розташовувалися в МТВ. Система включалася автоматично за сигналом від термодавачів або вручну (кнопкою на щитку механіка-водія). Для гасіння пожежі в жилих відсіках у відділенні управління встановлювався вуглекислотний вогнегасник ОУ-2.
Наприкінці 1970-х років базова машина БМД-1 почала зазнавати певних змін під час проведення капітального ремонту. На деяких машинах у кормовій частині башти встановлювалися блоки димових гранатометів системи 902В «Туча».

### Силова установка і трансмісія
У БМД-1 використовувався V-подібний 6-циліндровий чотиритактний швидкохідний безкомпресорний дизельний двигун рідинного охолодження 5Д20-240 Барнаульського заводу (модифікація двигуна УТД-20А на БМП-1, але менший за потужністю — 240 к.с. замість 300 к.с.), при частоті обертання колінчастого валу 2 400 оберт/хв. Пуск двигуна здійснювався за допомогою електростартера (основний) С-5 або стисненим повітрям (дублюючий) з повітряного балона місткістю 10 л, а також комбінованим способом.
Пальне, що використовувалося — дизельне ДЛ, ДЗ або ДА. До складу паливної системи двигуна входили три паливних бака (ємність 280 л, що забезпечувало запас ходу по шосе до 500 км). До її складу також входив опалювач калориферного типу для обігріву бойового відділення.
Система змащення двигуна комбінована — під тиском і розбризкуванням, з шестеренним мастильним насосом. У системі повітроочищення застосовувався комбінований інерційно-фільтрувальний повітроочисник з автоматичним (ежекційним) видаленням пилу, до складу якого входили фільтр з касетами та блок циклонів.
Система охолодження двигуна — рідинна, закритого типу з примусовою циркуляцією і застосуванням ежекторів для обдування пластинчасто-трубчастих радіаторів охолоджувальним повітрям, а також для відсмоктування пилу з повітроочисника та вентиляції МТВ. У системі охолодження влітку використовувалася вода, взимку — морозостійка охолоджувальна рідина.

До складу механічної трансмісії входили однодисковий головний фрикціон (з 1976 року — дводисковий) сухого тертя, чотириступінчаста коробка передач (4 передачі при русі вперед і 1 передача заднього ходу), два бортових багатодискових фрикціони сухого тертя (сталь по сталі) з плаваючими стрічковими гальмами (з чавунними накладками) та два одноступінчастих планетарних співвісних бортових редуктора. Головний фрикціон, коробка передач, бортові фрикціони з'єднувалися з двигуном в єдиний силовий блок.
| ТТХ модифікацій БМД-1                               |                                            |                                            |                                            |                                            |
|                                                     | БМД-1 (1969)                               | БМД-1К (1971)                              | БМД-1П (1977)                              | БМД-1ПК (1978)                             |
| Екіпаж (десант), осіб                               | 3 (4)                                      | 6                                          | 3 (4)                                      | 6                                          |
| Розміри                                             |                                            |                                            |                                            |                                            |
| Бойова маса, т                                      | 7,2 ±2,5 %                                 | 7,6 ±2,5 %                                 | 7,6 ±2,5 %                                 | 7,6 ±2,5 %                                 |
| Довжина, м                                          | 5,40                                       | 5,40                                       | 5,40                                       | 5,40                                       |
| Ширина, м                                           | 2,63                                       | 2,63                                       | 2,63                                       | 2,63                                       |
| Висота, м                                           | 1,62—1,97                                  | 1,62—1,97                                  | 1,62—1,97                                  | 1,62—1,97                                  |
| Озброєння                                           |                                            |                                            |                                            |                                            |
| Гармата                                             | 1 × 73-мм 2А28                             | 1 × 73-мм 2А28                             | 1 × 73-мм 2А28                             | 1 × 73-мм 2А28                             |
| Кулемети                                            | 3 × 7,62-мм ПКТ                            | 3 × 7,62-мм ПКТ                            | 3 × 7,62-мм ПКТ                            | 2 × 7,62-мм ПКТ                            |
| Боєкомплект, пострілів / набоїв                     | 40 / 4 000                                 | 40 / 3 000                                 | 40 / 3 500+440                             | 40 / 3 250+440                             |
| ПТКР                                                | 3 × 9К14                                   | 3 × 9К14                                   | 3 × 9К111                                  | 3 × 9К111                                  |
| ПТРК                                                | 3 × 9М14                                   | 3 × 9М14                                   | 2 × 9М113 1 × 9М111                        | 1 × 9М113 1 × 9М111                        |
| Силова установка, маневреність                      |                                            |                                            |                                            |                                            |
| Двигун                                              | 5Д20-240 дизельний 6-циліндровий 240 к. с. | 5Д20-240 дизельний 6-циліндровий 240 к. с. | 5Д20-240 дизельний 6-циліндровий 240 к. с. | 5Д20-240 дизельний 6-циліндровий 240 к. с. |
| Питома потужність, к.с./т                           | 33,3                                       | 31,6                                       | 31,6                                       | 31,6                                       |
| Максимальна швидкість на шосе, км/год               | 60                                         | 60                                         | 60                                         | 60                                         |
| Середня швидкість по пересіченій місцевості, км/год | 35                                         | 35                                         | 35                                         | 35                                         |
| Запас ходу по шосе, км                              | 500                                        | 500                                        | 500                                        | 500                                        |
| Питомий тиск на ґрунт, кг/см²                       | 0,5                                        | 0,5                                        | 0,5                                        | 0,5                                        |
| Обладнання                                          |                                            |                                            |                                            |                                            |
| Радіостанція                                        | 1 × Р-123                                  | 2 × Р-123                                  | 1 × Р-123 або Р-173                        | 2 × Р-123 або Р-173                        |
| Зарядний агрегат                                    | —                                          | 1 × АБ-0,5-П/30                            | —                                          | 1 × АБ-0,5-П/30                            |
| Прилад радіаційної та хімічної розвідки             | ПРХР                                       | ПРХР                                       | ГД-1М                                      | ПРХР                                       |

### Ходова частина
Гусеничний рушій машини складався з напрямного і ведучого (кормового розташування) коліс, п'яти опорних і чотирьох підтримувальних котків і гусениці. Механізм натягу гусениць — кривошипний з гідравлічним приводом.
Підвіска опорних котків — індивідуальна. Зміна кліренсу (від 100 до 450 мм) та натягу гусеничної стрічки здійснювалася за допомогою гідравлічної системи. Гідропневматична підвіска забезпечувала роботу системи зміни кліренсу, яка в основному, використовувалася при підготовці БМД-1 до десантування. Управління гідросистемою — електрогідравлічне, дистанційне — з місця механіка-водія. Гусениця — сталева, дрібноланкова, цівочного зачеплення, з відкритим металевим шарніром, складалася з 86 траків.

### Водометні рушії
БМД здатна вплав долати водні перешкоди. Рух на воді здійснювався за рахунок водометних рушіїв, які розташовані в моторно-трансмісійному відділенні. БМД відмінно трималася на воді, розвиваючи при цьому швидкість до 10 км/год та достатню маневреність. Поворот на плаву здійснювався за допомогою заслінок, які закривали та відкривали вихідні отвори водопроточних труб водометів. Для запобігання занурювання носової частини корпусу у хвилю, що набігає, використовувався хвилевідбивний щиток, який керувався тросом зсередини машини.

### Засоби зв'язку і електрообладнання
На БМД-1 встановлювалися танкова приймально-передавальна телефонна радіостанція Р-123 (з середини 1971 року — Р-123М «Магнолія») і танковий переговорний пристрій (ТПУ) Р-124 на п'ять абонентів. Радіостанція Р-123 (Р-123М) призначалася для забезпечення двостороннього зв'язку між бронеоб'єктами, на відстані 20 км (при роботі на 4-метрову штирову антену та швидкості руху до 40 км/год) при вимкненому придушувачі завад і 13 км при включеному придушувачі завад. Джерелами електричної енергії були 24-вольтова батарея 12СТ-70М ємністю 70 А/год і генератор ВГ-7500Н потужністю 5 кВт.

## Модернізації та модифікації БМД-1
БМД-1 стала дуже успішною бойовою машиною та послугувала базою для створення цілої серії машин різноманітного призначення. Однак, спроби створити в 1967–1968 на базі БМД-1 122-мм самохідну гаубицю 2С2 «Фіалка» та 120-мм самохідний міномет 2С8 «Ландиш» виявилися невдалими — занадто великим було перенавантаження ходової частини при пострілі. Разом з цим, у період з 1969 по 1984 розроблені та запущені в серійне виробництво: бронетранспортер БТР-Д, самохідна гармата 2С9 «Нона-С», протитанковий ракетний комплекс БТР-РД «Робот», машина управління вогнем артилерії 1В119 «Реостат», командно-штабна машина БМД-1КШ «Сорока», броньована ремонтно-евакуаційна машина БРЕМ-Д та низка інших виробів (всього 15 модифікацій).
За період з 1968 по 1979 було випущено близько 2 200 БМД-1.

### Бойова машина десанту БМД-1К
БМД-1К — командирський варіант машини («об'єкт 915К», розробка 1971), надійшов у військо через два роки після прийняття на озброєння «лінійної» машини. Він призначався для забезпечення надійності та оперативності управління підрозділами в ланці «рота-батальйон». До складу екіпажу БМД-1К входили 6 осіб.
На відміну від БМД-1, на командирській машині додатково встановлено:
- друга радіостанція Р-123М;
- антенний фільтр, що давав змогу працювати двом радіостанціям на одну антену;
- другий апарат А-2 переговорного пристрою Р-124,
- виносна УКХ радіостанція Р-105М;
- бензоелектричний агрегат АБ-0,5-П/30;
- курсовказівник ГПК-59,
- опалювальний прилад калориферного типу та вентилятор середнього відділення,
- два знімних столики для командира і радиста.

Для поліпшення умов роботи командира з машини зняли ліву курсову кулеметну установку, а боєкомплект до кулеметів ПКТ зменшили до 3 000 набоїв. Також, з метою забезпечення розміщення в машині зарядного агрегату АБ-0,5-П/30 (по-похідному) було демонтоване середнє заднє сидіння стрільця. З 1971 по 1979 випустили не менше ніж 360 БМД-1К.

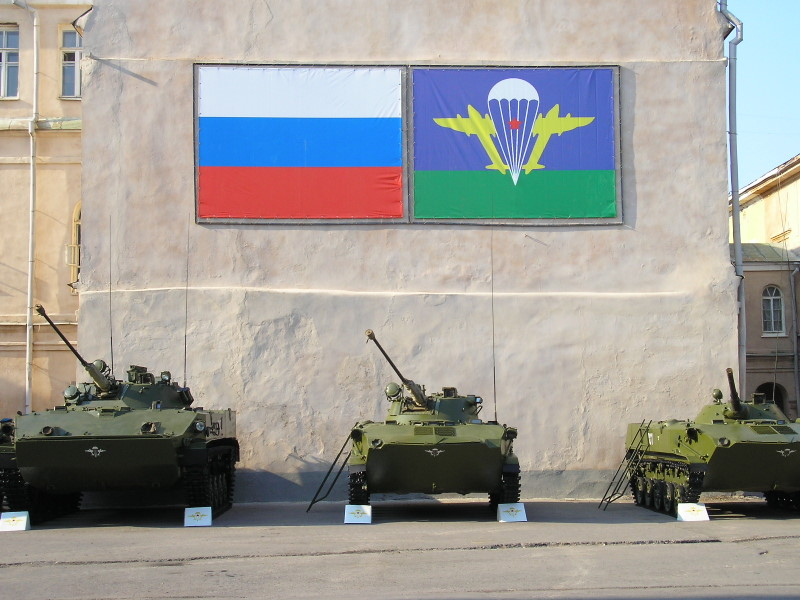
Три покоління радянських (російських) бойових машин десанту (зліва направо): БМД-3, БМД-2, БМД-1. Рязанське повітрянодесантне командне училище. 2006

### Бойова машина десанту БМД-1П
Бойова машина десанту БМД-1П (розробка 1977 року) — перша модернізована версія БМД-1, котра відрізнялася від оригіналу встановленням на башті пускової установки ПТКР 9К111 «Фагот»/9К113 «Конкурс» (замість 9К11 «Малютка»). Пусковий кронштейн комплексу 9М14М демонтували.
Комплекс керованої зброї 9К111 включав пускову установку 9П135 (9П135М) і керовані ракети типу 9М111М (9М111-2) «Фагот» і 9М113 «Конкурс». До боєкомплекту БМД-1П входили 2 ракети 9М113 і одна 9М111М (9М111-2). У 1986 з'явилася модернізована керована ракета 9М113М ПТРК «Конкурс-М». Пускова установка 9П135М у разі необхідності розгорталася на окремій вогневій позиції на відстані від БМД.
З 1979 частину бойових машин БМД-1П обладнали системою пуску 82-мм димових гранат 902В «Туча» для постановки димової завіси на відстані до 200—300 м від машини. Модернізовані БМД-1П та БМД-1ПК випускалися до 1985, а виготовлені раніше доводилися до рівня БМД-1П при капітальному ремонті, проте, вони на заводах капітального ремонту системою «Туча» не обладнувалися.

### Бойова машина десанту БМД-1ПК
Бойова машина десанту БМД-1ПК (розробка 1978 року) — модернізована версія командирської машини БМД-1К з встановленням на башті ПУ ПТКР 9К111 «Фагот» /9К113 «Конкурс» (замість 9К11 «Малютка»).
Після проведеної модернізації лінійних і командирських машин, вони під марками БМД-1П і БМД-1ПК випускалися з 1979 по 1987 (з 1979 по 1986 було виготовлено понад 1 000 БМД-1П, а з 1980 до 1987 — 220 БМД-1ПК). У порівнянні з БМД-1К до устаткування БМД-1ПК включили курсовказівник ЦПК-59 з гіроскопічним напівкомпасом і перетворювачем, нагрівач калориферного типу і вентилятор середнього відділення.

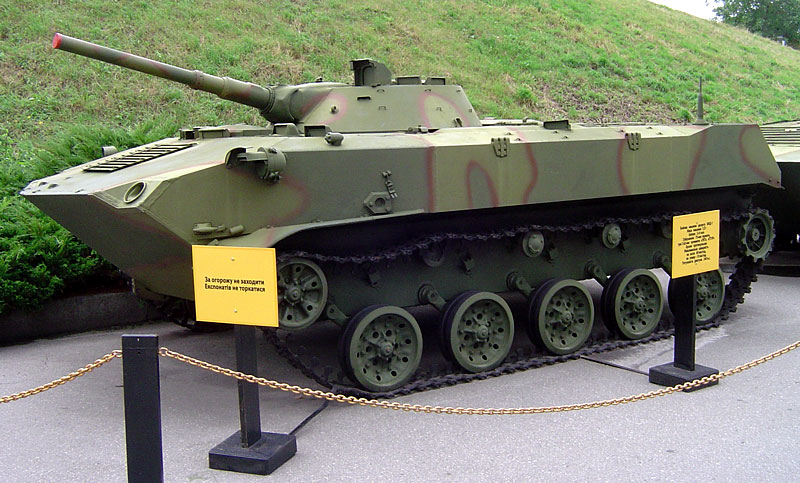
БМД-1 у Національному музеї історії України у Другій світовій війні. Київ

Відповідно вносилися деякі зміни в обладнання та конструкцію машини. Так, з 1980 акумуляторні батареї 12СТ-70М замінено на 12СТ-85Р ємністю 85 А/год. З другого півріччя цього ж року замість магнієвих дисків опорних ковзанок зі сталевими захисними ребордами ввели зварні зі сталевими дисками, закріпленими на магнієвій маточині.
На додаток до форсункового підігрівача встановлено електрофакельний пристрій, що полегшував запуск двигуна без його попереднього розігріву при мінусових температурах навколишнього повітря.
БМД-1П і БМД-1ПК, що випускалися з 1984 року, замість лампових радіостанцій Р-123М і ТПУ Р-124 отримали нові напівпровідникові УКХ радіостанції Р-173 «Абзац-Р» з дальністю зв'язку до 20 км, приймачі Р-173П «Абзац-П», а також новий танковий переговорний пристрій ТПУ Р-174.

### Бойова машина десанту БМД-2 «Будка»
Бойова машина десанту БМД-2 «Будка» («об'єкт 916», розробка 1985 року) — концептуально нова версія БМД-1П. У 1983 перед КБ Волгоградського тракторного заводу було поставлене завдання на розробку нової бойової машини десанту на базі БМД-1 з іншим комплексом озброєння. Основною особливістю нової бойової машини десанту на відміну від БМД-1 став новий комплекс озброєння, який був ідентичний комплексу озброєння бойової машини піхоти БМП-2: 30-мм автоматична гармата 2А42, 7,62-мм кулемет ПКТ та пускова установка протитанкових керованих ракет 9М113 і 9М111. Крім цього, залишався один 7,62-мм курсовий кулемет ПКТ. БМД-2 мала такі ж самі засоби радіозв'язку й спеціальне обладнання, як й БМД-1.

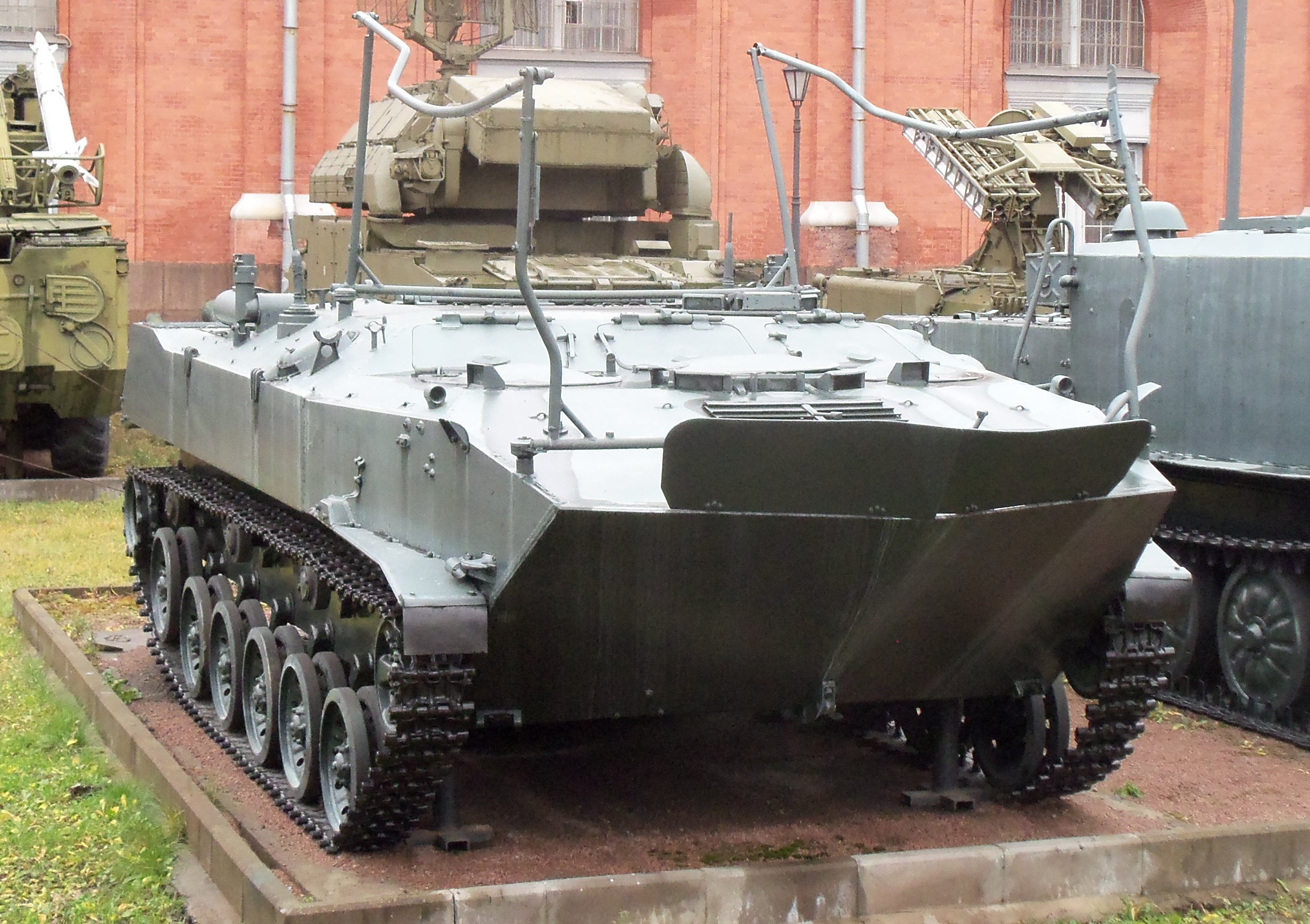
Командно-штабна машина БМД-1КШ «Сорока». Військово-історичний музей артилерії, інженерних військ і військ зв'язку. 24 листопада 2012

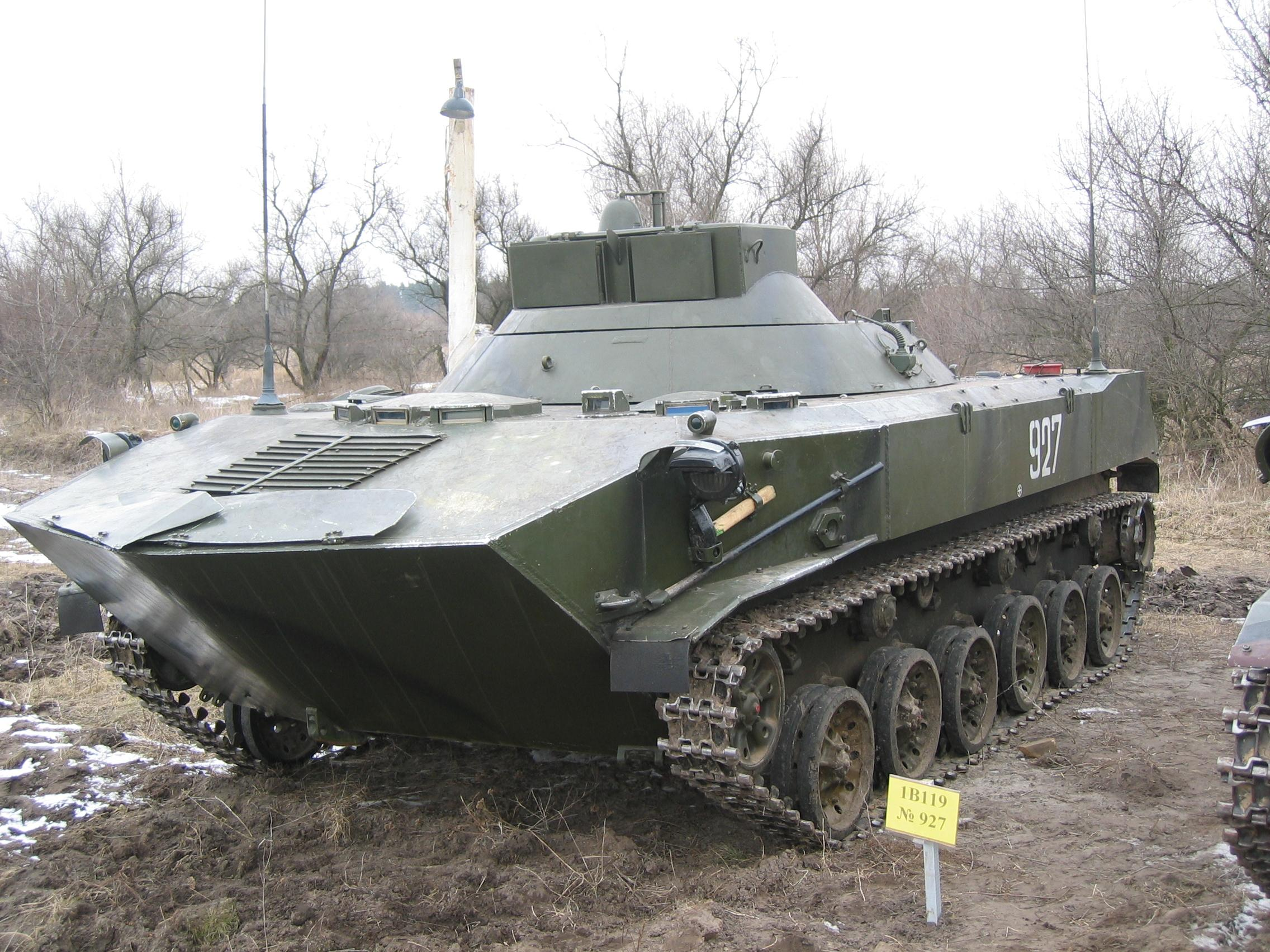
Машина управління вогнем артилерії 1В119 «Реостат»

### Бойова машина десанту БМД-2К
Бойова машина десанту БМД-2К («об'єкт 916К», розробка 1986 року) — модернізована версія командирської машини БМД-2, що призначалася для забезпечення надійності та оперативності управління підрозділами повітрянодесантних військ. На БМД-2К встановлені: друга радіостанція Р-173; друга 3-метрова антена-штир; бензоелектричний агрегат АБ-0,5-П/30; гіронапівкомпас ГПК-59; опалювальний прилад середнього відділення та відділення управління; вентилятор опалювача; два знімних столики. Замість гама-датчика ГД-1М встановлений прилад РХР ГО-27. На машині відсутня ПУ 9П135М. Екіпаж зменшений на одного чоловіка. З метою розміщення в машині зарядного агрегату (по-похідному) знято середнє заднє сидіння стрільця.

### Бронетранспортер десантний БТР-Д
Бронетранспортер десантний БТР-Д («об'єкт 925», розробка 1974 року) — гусеничний бронетранспортер БТР-Д, створений з використанням вузлів й агрегатів БМД-1, який став основним базовим бронетранспортером повітрянодесантних та аеромобільних військ. Призначався для перевезення особового складу та поранених на полі бою, а також для транспортування озброєння, боєприпасів, пально-мастильних матеріалів та інших військових вантажів.

### Бронетранспортер десантний БТР-РД «Робот» (самохіднийпротитанковий ракетний комплексПТРК)
Бронетранспортер десантний БТР-РД «Робот» (самохідний протитанковий ракетний комплекс ПТРК) (розробка 1979 року) — розроблений на базі БТР-Д бронетранспортер, на якому встановлювалася ПУ 9П135М протитанкового комплексу «Конкурс» для ПТКР 9М113 або 9П135М-1 для ПТКР 9М111 «Фагот». Він поступив на озброєння протитанкових підрозділів повітрянодесантних військ.

### Бронетранспортер десантний БТР-ЗД«Скрежет»(зенітний варіант БТР)
Бронетранспортер десантний БТР-ЗД «Скрежет» (розробка 1984 року) — самохідний зенітний ракетний комплекс на базовій основі бронетранспортера БТР-Д. ЗРК надходив на озброєння зенітно-ракетних підрозділів ПДВ та призначався для перевезення обслуги зенітно-ракетних комплексів (шість ПЗРК «Стріла-3»). Ця машина використовується також як рухома база для встановлення на даху 23-мм спареної автоматичної зенітної гармати ЗУ-23-2 на польовому лафеті.

### Самохідна артилерійська гармата 2С9 «Нона»
Самохідна артилерійська гармата 2С9 «Нона-С» («об'єкт 925С», розробка 1980 року) — основна самохідна артилерійська система повітрянодесантних та аеромобільних військ, базою для якої також став бронетранспортер БТР-Д. 2С9 «Нона-С» призначалася для безпосередньої вогневої підтримки підрозділів десантних військ на полі бою та входила до штату артилерійських підрозділів та частин.

### Машина управління вогнем артилерії «Реостат» (1В116/1В118/1В119)
Машина управління вогнем артилерії «Реостат» (1В116/1В118/1В119) — машина управління вогнем артилерії на базі бронетранспортера БТР-Д, що призначалася для забезпечення артилерійської розвідки та управління вогнем артилерійських підрозділів десантних військ. Надходила на озброєння одночасно з артилерійською системою 2С9 «Нона-С». Машина обладнувалася радіолокаційної станцією (РЛС) розвідки наземних цілей з дальністю виявлення до 14 км, лазерним далекоміром (дальність — до 8 км), денними та нічними приладами спостереження, топоприв'язчиком, бортовою ЕОМ, двома радіостанціями Р-123, однією Р-107. Екіпаж розташовувався в рубці, прилади встановлювалися в башті, що обертається. Озброєння включало: курсовий ПКТ, ПЗРК, 3 РПГ типу РПГ-18 «Муха».

### Командно-штабна машинаКШМ-Д або БМД-1КШ «Сорока»
БМД-1КШ «Сорока» («об'єкт 926», розробка 1975 року) — командно-штабна машина батальйоно-полкової ланки управління з двома радіостанціями Р-123, двома радіостанціями Р-111, розвідувальною радіостанцією Р-130 та апаратурою зв'язку, що засекречує.

### Командно-штабна машина БМД-1P «Синиця»
БМД-1P «Синиця» («об'єкт 932», розробка 1980 року) — командно-штабна машина бригадно-дивізійної ланки управління з радіостанцією Р-161А2М.

### Броньована ремонтно-евакуаційна машина БРЕМ-Д
Броньована ремонтно-евакуаційна машина БРЕМ-Д — розроблена спеціально для ремонтних підрозділів повітрянодесантних військ на базі бронетранспортера БТР-Д. Призначалася для евакуації аварійних бойових машин десанту з зони дії вогню противника на збірні пункти пошкоджених машин або в укриття, об'єктів, що позастрявали, та надання допомоги екіпажам під час ремонту і технічного обслуговування БМД в польових умовах. БРЕМ обладнувалася краном-стрілою, тяговою лебідкою, сошником-лопатою та зварним апаратом. Прийнята на озброєння з 1989 року, але надійшла у війська у незначній кількості.
На базі БТР-Д випускались також:
- станція супутникового зв'язку Р-440 ОДБ «Фобос»;
- станція тропосферного зв'язку Н10БДС;
- спеціальна апаратна СА-20 «об'єкт 925А» — машина для установки спеціальної апаратури;
- санітарний бронетранспортер;
- станція пуску і управління дистанційно-керованими літальними апаратами типу «Пчела» та «Шмель»;
- комплекс повітряного спостереження місцевості «Малахіт»;
- гусеничний транспортер 925Г — на базі БТР-Д для народного господарства.

## Експлуатація БМД-1 в бойових умовах та її подальша модернізація

### Війна в Афганістані
Доля машин сімейства БМД склалася так, що за прямим призначенням — в ролі авіадесантних бойових машин — вони використовувалися тільки на навчаннях. Навіть бойове десантування 25-26 грудня 1979 103-ї Вітебської повітрянодесантної дивізії та 345-го окремого Ферганського парашутно-десантного полку на аеродроми столиці Афганістану Кабула і Баграма здійснювалося посадковим способом. У ніч з 26 на 27 грудня парашутно-десантні батальйони на БМД-1 почали висування до важливих адміністративних і спеціальних об'єктів у Кабулі й незабаром блокували їх. До ранку 27 грудня практично уся столиця Афганістану була під контролем десантників.
Базові переваги БМД-1, авіадесантованість або здатність долати вплав водні перешкоди, абсолютно не придалися в умовах тієї війни. БМД діяли як «звичайні» БМП і БТР. Водночас, у горах Афганістану БМД підтвердили найкращі ходові якості, коли машини з десантом і вантажем на броні брали порівняно круті підйоми, недоступні БМП-1 та −2. Швидкість і повороткість мала для БМД набагато більшого значення, за її легке бронювання. При русі парашутно-десантних підрозділів по гірських дорогах бронегрупу прикривав спішений підрозділ, рух продовжувався тільки після інженерної розвідки шляхів. При обстрілі з боку гір БМД змикалися, утворюючи прикриття для спішених десантників, і вели вогонь з основного озброєння по небезпечній «зеленці».

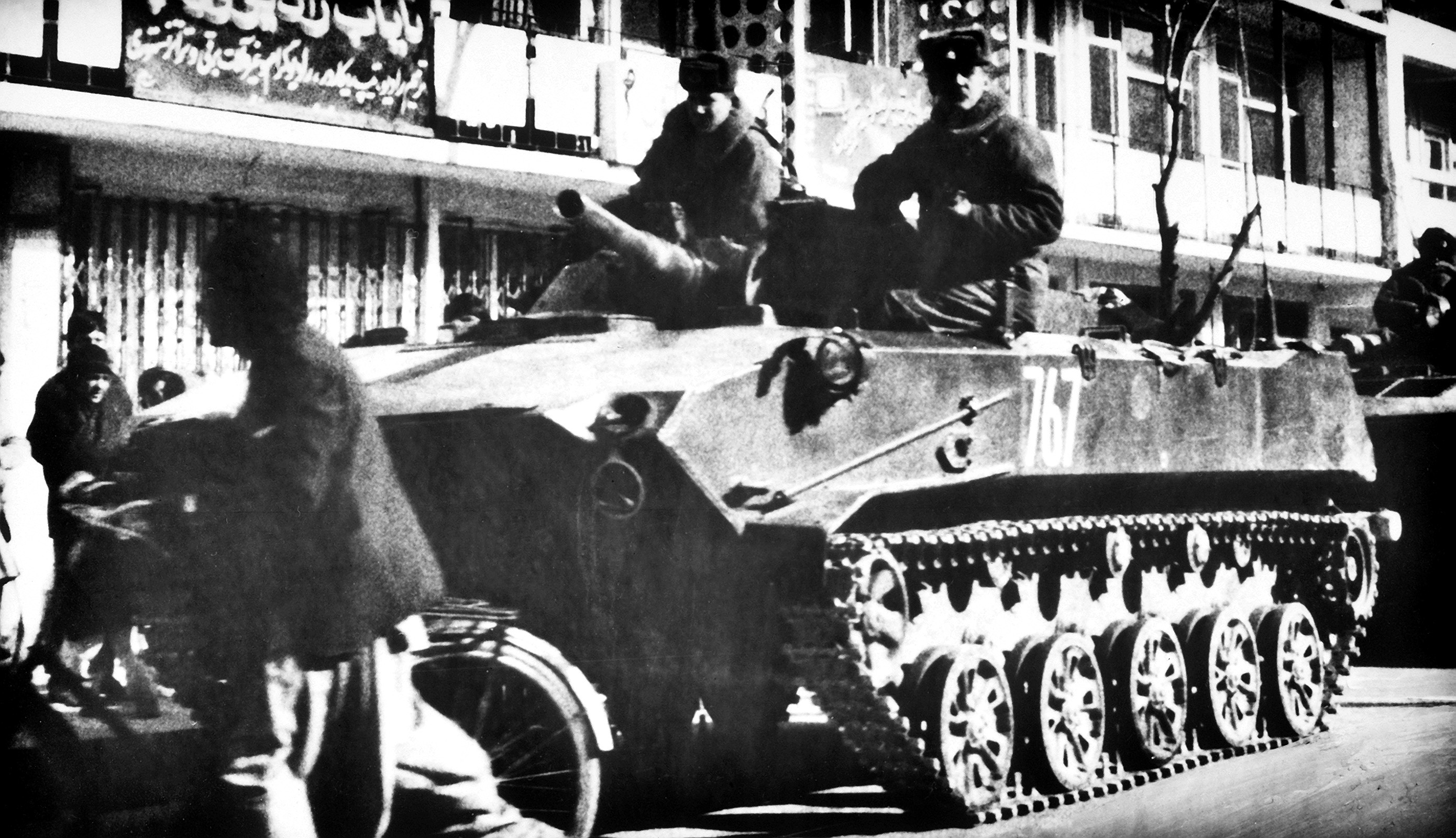
БМД-1 з особовим складом на броні прямує вулицями Кабулу. Радянсько-афганська війна. 25 березня 1986

В той же час, досвід бойових дій в Афганістані примусив провести низку доробок у конструкцію БМД, частина з яких знайшла застосування, частина лишилася нереалізованою. Малі кути піднесення та прицільна дальність стрільби 73-мм гармати 2А28 не давали змоги вести ефективний вогонь по гірських схилах. Незабаром почалися роботи з установки замість 73-мм гармати «Грім» 30-мм автоматичної гармати. Розміри корпусу БМД-1 не давали змоги запозичити двомісну башту БМП-2, тому довелося вирішувати проблему зі створення оригінальної одномісної башти під установку 30-мм гармати.
Результатом роботи стала БМД-2, розроблена ОКБ ВгТЗ, що була уніфікована на базі з БМД-1П. Машина мала одномісну баштову установку з 30-мм автоматичною гарматою 2А42, спареною з кулеметом ПКТ, і протитанковим ракетним комплексом 9К111. Конструкція БМД-2 допускала модернізацію БМД-1 до рівня БМД-2 заміною бойового модуля в заводських умовах і навіть у військових майстернях. «Повноцінна» двомісна башта з 30-мм автоматичною гарматою з'явилася тільки на новій БМД-3, прийнятої на озброєння десанту вже в 1990 році.
У зв'язку з відсутністю необхідності ведення бойових дій із застосуванням протитанкової зброї в умовах Афганістану, незабаром, з БМД-1П та БМД-1ПК, що знаходилися в частинах, почали знімати стійки для кріплення пускової установки ПТКР. Замість них на даху башти кріпили 30-мм автоматичний гранатомет АГС-17 «Полум'я», що став надзвичайно популярним у гірській війні — таке «доозброєння» БМД-1 десантники повторювали пізніше, вже на початку першої Чеченської кампанії. На БМД ставили у військах також іншу ефективну в умовах гірської війни зброю — великокаліберний кулемет НСВ-Т-12,7.
Бойові дії в Афганістані вимагали терміново вишукувати способи поліпшення захищеності бойових машин. Наприклад, моджахеди широко використовували 12,7-мм великокаліберні кулемети ДШК, переважно китайського виробництва. Це негайно продемонструвало високу уразливість легких бронемашин від куль цих кулеметів практично під будь-якими ракурсами та з порівняно великої відстані. Машина показала себе уразливою також від кумулятивних гранат РПГ. Через властиву БМД щільність компонування, влучення кумулятивних гранат часто викликало детонацію боєкомплекту. Випущена із засідки реактивна кумулятивна граната однаково легко пробивала броню БМП і БМД. Десантники воліли триматися ззовні на броні своїх машин та максимально використовувати її рухливість по пересіченій місцевості та по гірських дорогах. На блокпостах БМД-1 часто ставили в укриття, а при нападі моджахедів машина, використовуючи свою високу рухливість, швидко вискакувала на панівну висоту, звідки відкривала вогонь.
З 1980 ГБТУ замовило розробку «захисту бойової машини десантної БМД-1 від 12,7-мм бронебійних куль Б-32» шляхом посилення бортової броні БМД сталевими екранами, які мали забезпечувати захист від 12,7-мм бронебійних куль на відстані від 300 м і більше. На БМД-1 були встановлені бортові екрани, що утворювали з основною бронею рознесену конструкцію. Екранування борта виготовлялося із листів броньової сталі 2П товщиною 5, 10 і 8 мм. Загальна маса комплекту екранів для однієї БМД, за даними НДІБТ полігону, становила 575 кг. На кришку кормового люка також із зазором встановлювався 5-мм екран. У вересні-жовтні на полігоні НДВІ БТ в Кубинці одна БМД-1 з бортовими екранами була випробувана обстрілом 12,7-мм кулями Б-32. Однак у бойових умовах екрановані БМД не застосовувалися.
Супроводження бойовими машинами десанту конвоїв автоколон, що рухалися порівняно повільно, виявилося малоефективним: легке бронювання і невисока протимінна стійкість не відповідали визначеним завданням. Мала маса машини давала деякі переваги в умовах застосування мін з підривниками натискної дії, які спрацьовували з деяким уповільненням, але тільки за умови руху окремої машини та на великій швидкості, а не в колоні. При підриві протитанкові міни або повністю руйнували ходову частину, або пробивали тонке днище машини. Генерал Лебедь О. І., що був в Афганістані командиром 1-го батальйону 345-го опдп, згадував, що при одному з підривів італійської протитанкової міни під гусеницею БМД вибило відразу три опорних котка і до двох метрів гусениці.
При таких підривах, навіть без пробиття днища, у БМД-1 виявилася ще одна проблема — вибух боєкомплекту через спрацьовування самоліквідатора осколкової гранати: боєкомплект детонував через 9-10 с, майже не залишаючи екіпажу часу залишити машину. Водночас на БМП-1 такого явища не спостерігалося. В ході проведених випробувань підтвердився факт про те, що при підриві алюмінієве днище, прогинаючись як мембрана, б'є знизу по боєукладці й гранати отримують перевантаження, адекватне з перевантаженнями, передбаченими для зведення самоліквідатора при пострілі. Якщо в БМП-1 боєукладка віддалена від днища на 120 мм, до того ж захищена торсіонами підвіски, то в БМД-1 вона знаходиться в 60 мм безпосередньо над днищем. Технічних рішень у короткі терміни ні для машини, ні для гранати знайдено не було, «загрубити» самоліквідатори не вдавалося, а перекомпонуванню бойового відділення заважало щільне компонування машини. Вилучення осколкової гранати з боєкомплекту, по суті, позбавляло сенсу існування на озброєнні 73-мм гармати..

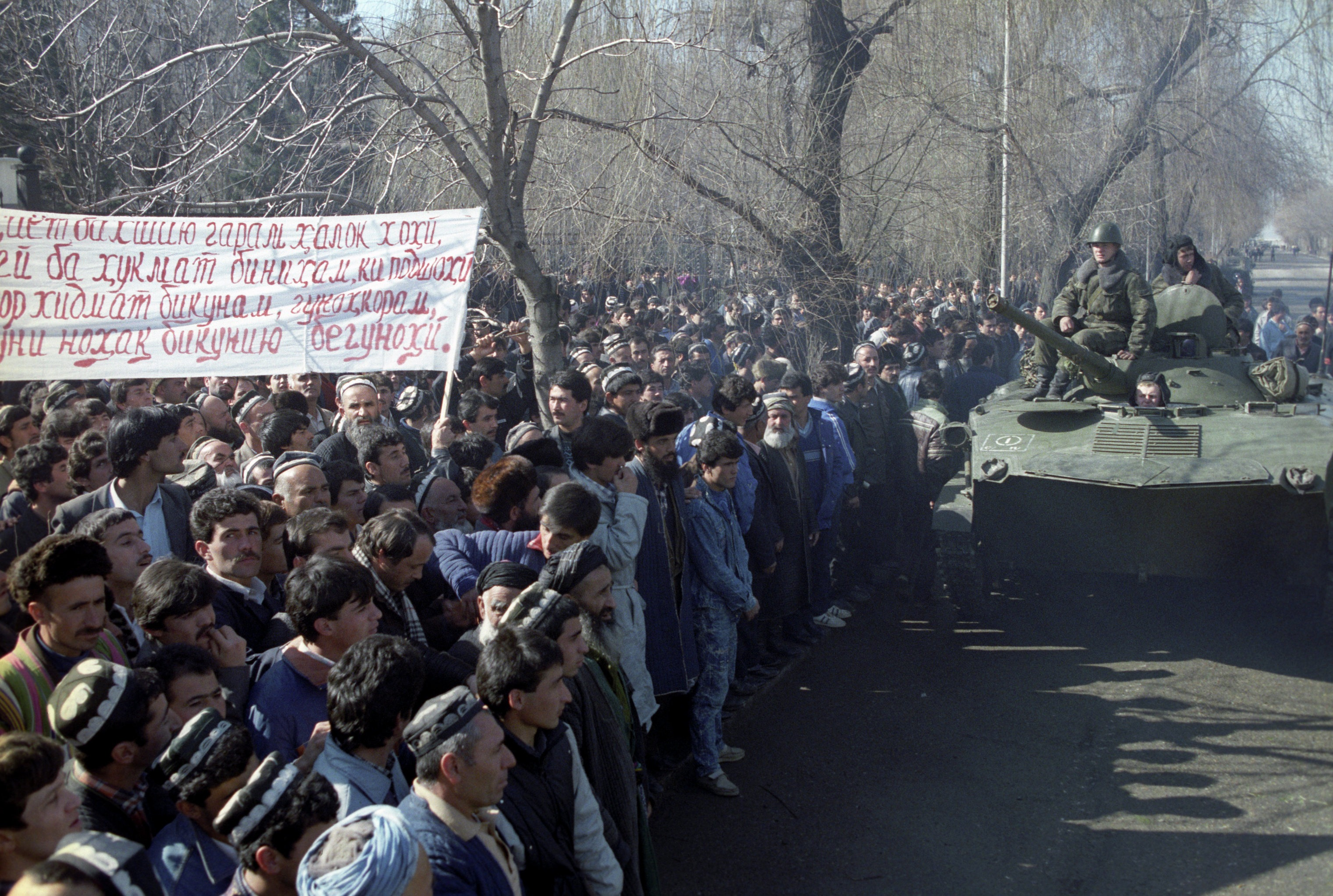
БМД-1 на вулицях Душанбе. Масові заворушення в Душанбе. 18 лютого 1990

Тонке днище з алюмінієвого сплаву мало ще одну проблему. Долаючи вбрід гірські річки, машини іноді «вивішувалися» на валунах. У БМД при цьому днище продавлювалося настільки глибоко, що зняти машину тягачем не завжди вдавалося. Все це прискорило виведення машин з Афганістану.
Розкрилися у БМД-1 й інші дрібні недоліки, які вимагали модернізації машини — в ходовій частині, паливній системі, фільтронагнітальній установці. На кам'янистих дорогах та на дорогах з бетонним покриттям, в умовах майже постійної запиленості повітря, ходова частина БМД швидко зношувалася. Диски опорних котків з магнієвого сплаву не відрізнялися довговічністю, сталева реборда поступово сповзала з диска і «збивала» гумову шину. Коток доводилося повністю міняти. Це стало причиною заміни з липня 1980 магнієвих дисків зварними сталевими, закріпленими на магнієвої маточині. Запиленість повітря призводила також до того, що пил потрапляв у паливну систему, це зажадало установки додаткового фільтра тонкого очищення. Наприкінці 1981 були введені щитки для захисту сіток радіаторів від забивання.
Конструктивно БМД абсолютно не задовольняли вимогам ведення бойових дій в умовах гірсько-пустельної місцевості, насамперед, через високу уразливість бойових машин при підривах, й незабаром десантникам в Афганістані довелося пересісти з БМД на БМП-2, БТР-70 і БТР-80.
Незважаючи на негативний досвід використання бойових машин десанту БМД-1 й бронетранспортерів БТР-Д в Афганістані, самохідна артилерійська гармата 2С9 «Нона-С» зарекомендувала себе із найкращого боку. Унікальність цього «інструменту богів війни» вести вогонь практично вертикально в гору (максимальний кут +80º) неодноразово допомагав в умовах гірського рельєфу Афганістану вирішувати найскладніші завдання й 2С9 «Нона» постійно підтримувала як десантників, так й загальновійськову піхоту при проведенні бойових операцій.

### Конфлікти на пострадянському просторі
Після Афганістану БМД і машинам на її базі довелося воювати вже на землі Радянського Союзу. З 1988 десантники брали найактивнішу участь більш ніж у 30 операціях у ході вирішення національних та військових конфліктів. В результаті БМД-1 та БМД-2 довелося патрулювати вулиці та охороняти об'єкти в Тбілісі в 1989 році, в Баку і Душанбе в 1990 році, у Вільнюсі в 1991 році, й навіть в Москві — в 1991 і 1993 роках.
Наприкінці 1994 почалася Перша кампанія в Чечні, куди десантники увійшли на БМД-1. Легкоброньовані БМП-1 і −2 та БМД-1 і −2 зазнавали великих втрат у вуличних боях — перш за все, від гранат РПГ. Вже в ході Першої Чеченської кампанії для підвищення захищеності від кумулятивних гранат і куль великокаліберних кулеметів на БМД-1 укладали та навішували ящики з піском, додатковий ЗІП тощо.
У вересні 1999 БМД-1 і БТР-Д брали участь в боях в Дагестані, а відразу слідом за цим почалася Друга чеченська кампанія. Підсумки Другої кампанії в Чечні підтвердили необхідність підвищення вогневої потужності та захищеності БМД.

## Цікаві факти
- Під час підготовки до десантування екіпажу «Кентавра» на запитання міністра оборони СРСР маршала Радянського Союзу Гречка А. А., хто буде виконувати перший стрибок усередині БМД, на той час генерал-полковник, Маргелов Василь Пилипович зробив крок вперед і відповів: «Я!». На що Міністр оборони дуже просто, матом пояснив, що він думає про таке рішення. Після цього Маргелов запропонував одного зі своїх п'яти синів. Гречко після сумнівів погодився.

Очікуючи десантування «Кентавра» з сином на борту Маргелов В. П. встиг викурити за 20 останніх хвилин перед приземленням машини цільну пачку своїх незмінних цигарок «Біломор», а в кишені своєї шинелі тримав заряджений пістолет.
Герой Росії полковник запасу Олександр Васильович Маргелов про досвід десантування людей усередині бойових машин розповідав:
| «Коли французи дізналися про наші випробування, то взяли в'язня-смертника і пообіцяли випустити на свободу в разі успіху експерименту. Але той загинув. У американців смертельних випадків не було, але люди покалічилися, після чого випробування були згорнуті. Так що такий досвід є тільки у нашій армії. Американці в підсумку взяли на озброєння іншу методику: вони заздалегідь готують майданчик для десантування в тилу противника, роблять там пастки — стовпи, за допомогою яких техніку витягують з літаків на надмалій висоті. Низьковисотне десантування у нас також не раз демонструвалося в Тушино — точність висадки гарантована. Але! Спробуй при раптовій операції підготувати майданчик в глибокому тилу противника — це ж просто нереально»[54][28] Оригінальний текст (рос.) «Когда французы узнали о наших испытаниях, то взяли заключенного-смертника и пообещали выпустить на свободу в случае успеха эксперимента. Но он погиб. У американцев смертельных случаев не было, но люди покалечились, после чего испытания были свернуты. Так что такой опыт есть только у нашей армии. Американцы в итоге взяли на вооружение другую методику: они заранее готовят площадку для десантирования в тылу противника, делают там ловушки — столбы, с помощью которых технику вытаскивают из самолетов на сверхмалой высоте. Низковысотное десантирование у нас также не однажды демонстрировалось в Тушино — точность высадки гарантирована. Но! Попробуй при внезапной операции подготовить площадку в глубоком тылу противника — это же просто нереально» |
- 17 серпня 1990 року мав місце останній випадок десантування з людьми усередині техніки в Радянському Союзі. В ході масштабних навчань «Літо-90» на Широколанівському полігоні Одеського військового округу, де був присутнім Верховний головнокомандувач Збройних сил Радянського Союзу Горбачов М. С. було десантовано 3 БМД-1 з екіпажами в кількості 6 чоловіків зі складу 98-ї гвардійської Свірської повітрянодесантної дивізії. Водночас було продемонстровано безпарашутне десантування методом зриву 3 бойових машин десанту з літака Іл-76 з висоти 5 м[55].
- Враховуючи специфіку дій десанту в тилу противника за умови обмеженого постачання, самохідна артилерійська гармата 2С9 «Нона-С» повинна була вести стрільбу й боєприпасами ймовірного противника. Спочатку гармата 2А51 розраховувалась тільки на використання французьких 120-мм мін, але ж у подальшому також були проведені успішні випробування на придатність мін ізраїльського, китайського, німецького й іспанського виробництва такого калібру.
- В Україні планувалась модернізація озброєння БМД-1 й БМД-1П, які знаходяться на озброєнні 25-ї окремої повітрянодесантної бригади Збройних Сил України шляхом встановлення на них уніфікованого бойового модуля КБА-105 «Шквал». До його складу входять 30-мм автоматична гармата ЗТМ1 (2А72), 7,62-мм кулемет КТ-7,62 (ПКТ), ПТРК 9К111 (планувалося замінити на ПТРК «Бар'єр» українського виробництва), 30-мм автоматичний гранатомет АГ-17 «Пламя» та система димопуску 902В «Туча»[25]. Система керування вогнем модуля включала двохплощинний електромеханічний гіроскопічний стабілізатор озброєння СВУ-500 «Карусель» та оптико-телевізійну систему спостереження й прицілювання ОТП-20 «Циклоп-1» українського виробництва. Як резервний оптичний приціл застосовується перископічний зенітний приціл ПЗУ-8.
- Жодна країна світу не мала (та і зараз не має) таку техніку для повітрянодесантних військ, яку мав Радянський Союз, за винятком Німеччини. З 1989 по 1992 рр. на озброєння повітрянодесантних військ цієї країни надійшла нова бойова машина десанту «Візель» («Wiesel»), яка була спроєктована в декількох варіантах: з 20-мм або з 25-мм автоматичною гарматою; з ПТРК «Тоу» (США) або «Хот» (Німеччина); самохідний ЗРК «Стінгер»; самохідний вогнемет; розвідувальна; командирська та санітарна.

## Оператори

### Поточні
- Вірменія — 10 од.[а 7], станом на 2024 рік[56]
- Азербайджан — 20 од.[а 8], станом на 2024 рік[57]
- Молдова — 44 од.[а 9], станом на 2024 рік[58]
- Узбекистан — 120 од., станом на 2024 рік[59]
- Туркменістан — 8 од., станом на 2024 рік[60]

### Статус невідомий
- Росія — 700 од. перебувало на озброєнні у 2012 році[61], 100 одиниць у 2020 році. Не згадуються у звітах The Military Balance за 2024 рік. Також редактори Oryx Blog не знайшли фото чи відео підтверджень втрат або пошкоджень російських БМД-1 під час повномасштабного вторгнення РФ до України[62], використовуються лише БМД-1КШ (КШМ на базі БМД-1). Ймовірно, зняті з озброєння.
- Україна — 60 од. перебувало на озброєнні у 2012 році[63], 20 одиниць у 2023 році. Не згадуються у звітах The Military Balance за 2024 рік. Також редактори Oryx Blog не знайшли фото чи відео підтверджень втрат або пошкоджень українських БМД-1 під час повномасштабного вторгнення РФ до України[64]. Ймовірно, зняті з озброєння.

### Колишні
- Ангола — 10 од.[65]
- Білорусь — 100 од.[а 10][66]
- Ірак — 10 од. поставлено з СРСР у 1981 році[67]
- Лівія — кілька одиниць[68]

## Застосування у збройних конфліктах
- Громадянська війна в Анголі — 1975 — 2002
- Війна в Афганістані — 1979 — 1989
- Війна в Перській затоці — 1990 — 1991
- Перша російсько-чеченська війна — 1994 — 1996
- Друга російсько-чеченська війна — 1999 — 2004
- Війна в Іраку — з 2003
- Російсько-грузинська війна — 2008
- Російсько-українська війна — з 2014

## Відео
- Сделано в СССР. Боевая машина десанта БМД-1 [Архівовано 30 липня 2013 у Wayback Machine.](рос.)
- Военное дело — Боевая машина десанта [Архівовано 20 листопада 2012 у Wayback Machine.](рос.)
- Оружие ХХ века. «БМД-1» [Архівовано 20 липня 2013 у Wayback Machine.](рос.)
- BMD-1 airborne combat vehicle
- tribute to BMD-1
- Russian BMD Airborne High-Speed, Light Mechanized Tactics